# Catholicisme social
Le catholicisme social est un courant de pensée qui apparait au XIXe siècle, qui a été à l'origine de très nombreuses fondations associatives et syndicales. Ce courant de pensée prend racine avec la question sociale au moment de l’industrialisation qui provoque une transformation rapide de la société avec l'apparition du travail ouvrier et le développement du salariat.
Tout ce qui s'est greffé sur ce courant de pensée ne peut être recensé de façon exhaustive et trop nombreux sont ceux et celles qu'on peut qualifier de « catholiques sociaux », mais les étapes de son histoire au cours du XIXe siècle et du XXe siècle révèlent une évolution dans les approches à mesure que la salariat devient la norme du travail.
Parmi l'ensemble des fondations, on peut compter notamment de nombreuses réalisations à caractère charitable : dans le domaine du travail (syndicats ouvriers), de la santé (structuration des services de santé des infirmières), de la famille (colonies de vacances), etc.

## Chronologie du concept

### Début duXIXesiècle
Un « premier » catholicisme social a existé dès le début du XIXe siècle sans toutefois en avoir encore le nom ni former un mouvement unitaire. Il naît progressivement après une lente et double prise de conscience de la part des catholiques : celle de la question sociale que l’industrialisation du pays va rendre de plus en plus aiguë et dramatique, et celle que le progrès, la rénovation et l’amélioration de l’humanité sont non seulement une réalité historique mais qu’ils ont leur source dans le christianisme. Ce courant d’idées, contemporain et rival du socialisme, culmine en 1848 avec la révolution de février, avant de marquer le pas sous le Second Empire.

### Les années 1870-1890
Sa naissance en France est traditionnellement liée à la fondation en 1871 des « Cercles catholiques d’ouvriers » et de « l’Union des œuvres ouvrières catholiques » par Albert de Mun et Maurice Maignen, dans le contexte de la mise en place de la Troisième république. 
Réapparu après 1871, il prend de l'ampleur et prépare en quelque sorte la « doctrine sociale de l'Église » dont l'encyclique Rerum Novarum du pape Léon XIII publiée en 1891 est l’acte fondateur. L’expression « catholicisme social » est adoptée plus tardivement, aux environs de 1890.

### Début duXXesiècle
On peut cependant adopter la définition donnée aux Semaines sociales de France de 1919 à Metz, à la sortie du conflit de la Première guerre mondiale, par Eugène Duthoit : c'est un mouvement qui tend « à diriger toutes les initiatives privées, à orienter les lois, les institutions, les mœurs, les revendications civiques vers une réforme fondamentale de la société moderne d’après les principes chrétiens ». Son développement se poursuit et prend des formes très variées dans la première moitié du XXe siècle avant que les nouvelles donnes du lendemain de la Seconde Guerre mondiale ne posent la question de sa place et de son avenir dans une société de plus en plus sécularisée et dans un monde où de nouvelles problématiques sont apparues, en particulier celle du rapport avec la modernité.

## De 1822 à 1871: premières initiatives, échecs apparents

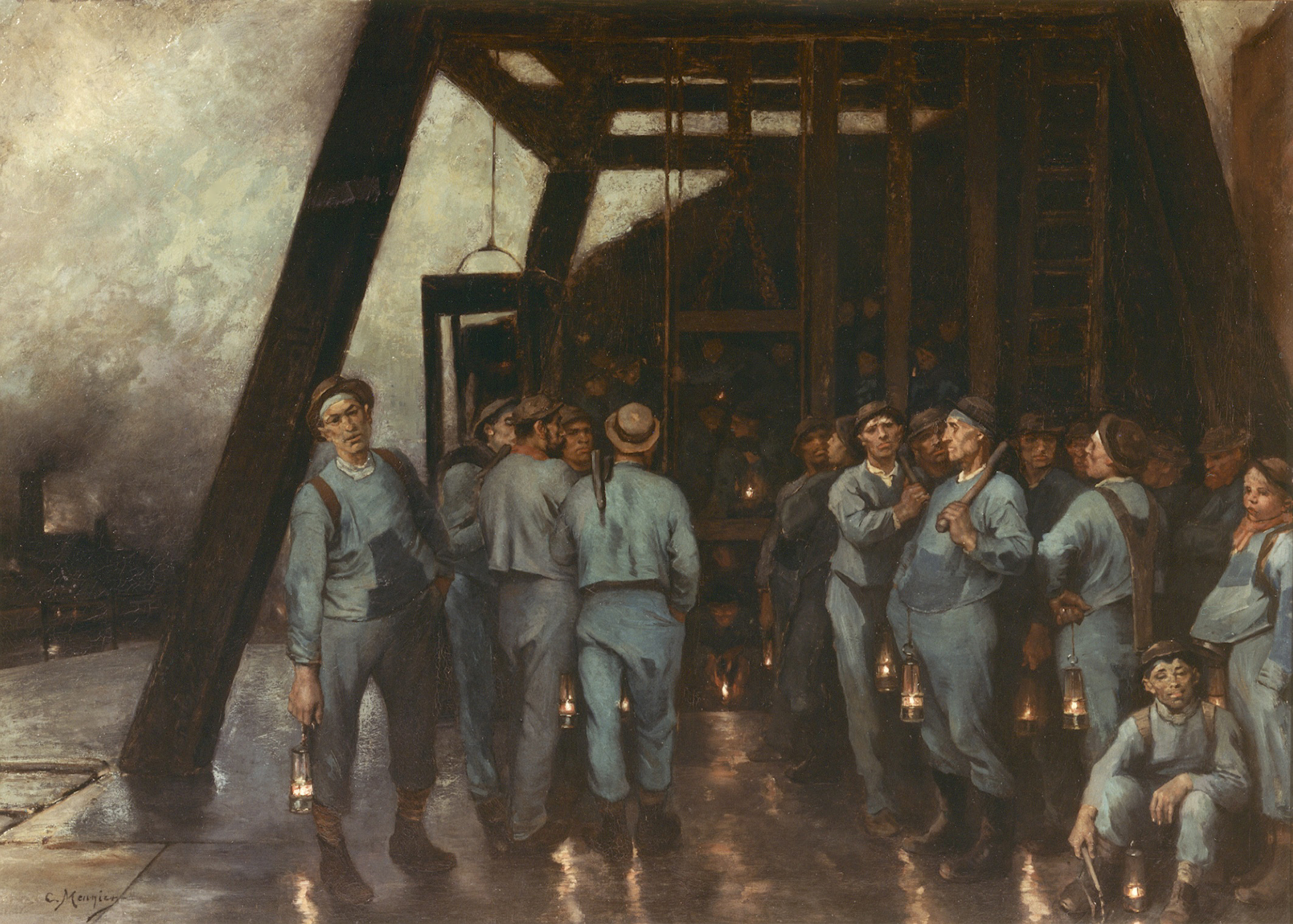
Descente des mineurs dans le puits (Constantin Meunier, 1882)

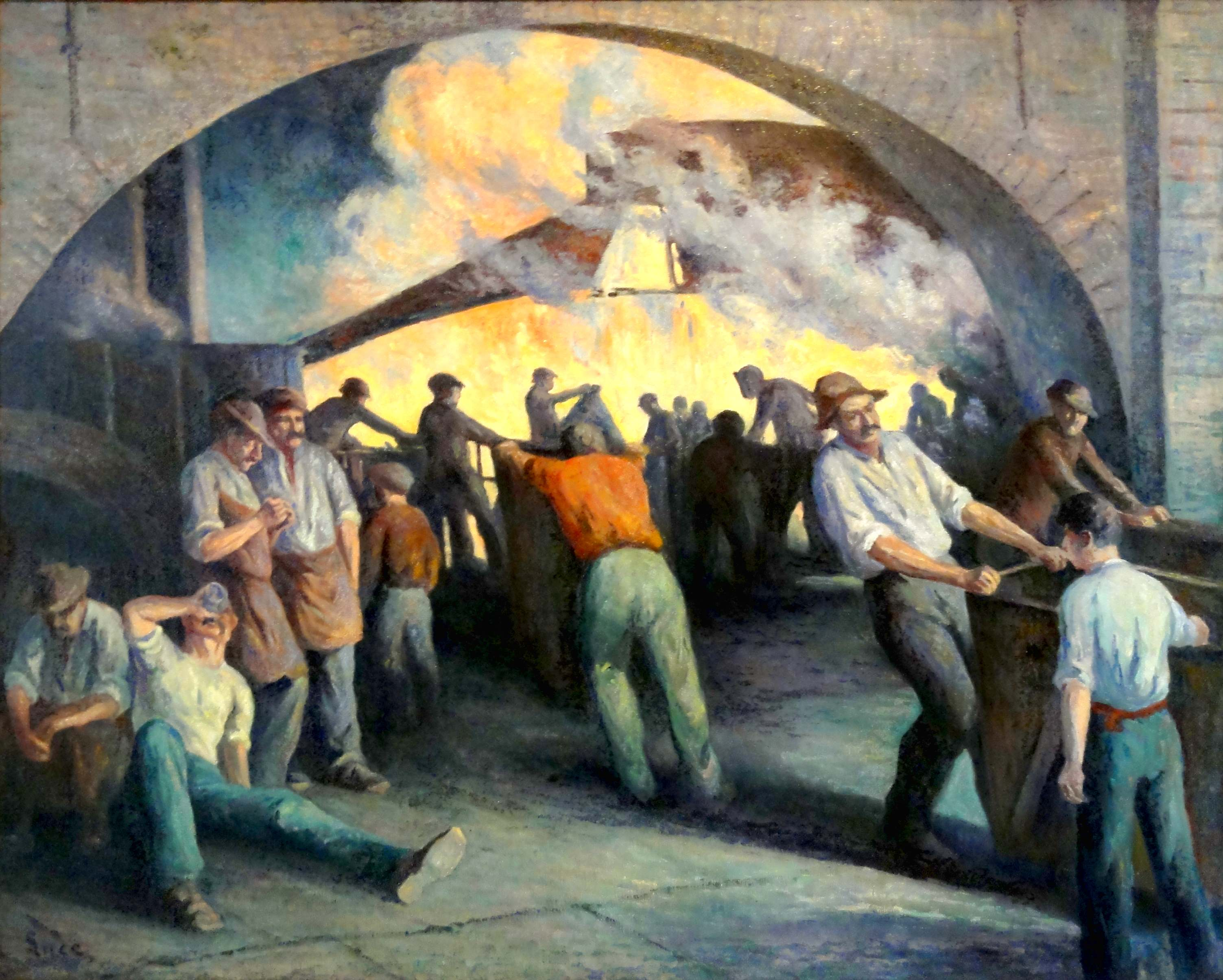
Fonderie à Charleroi, la coulée (Maximilien Luce, 1896)

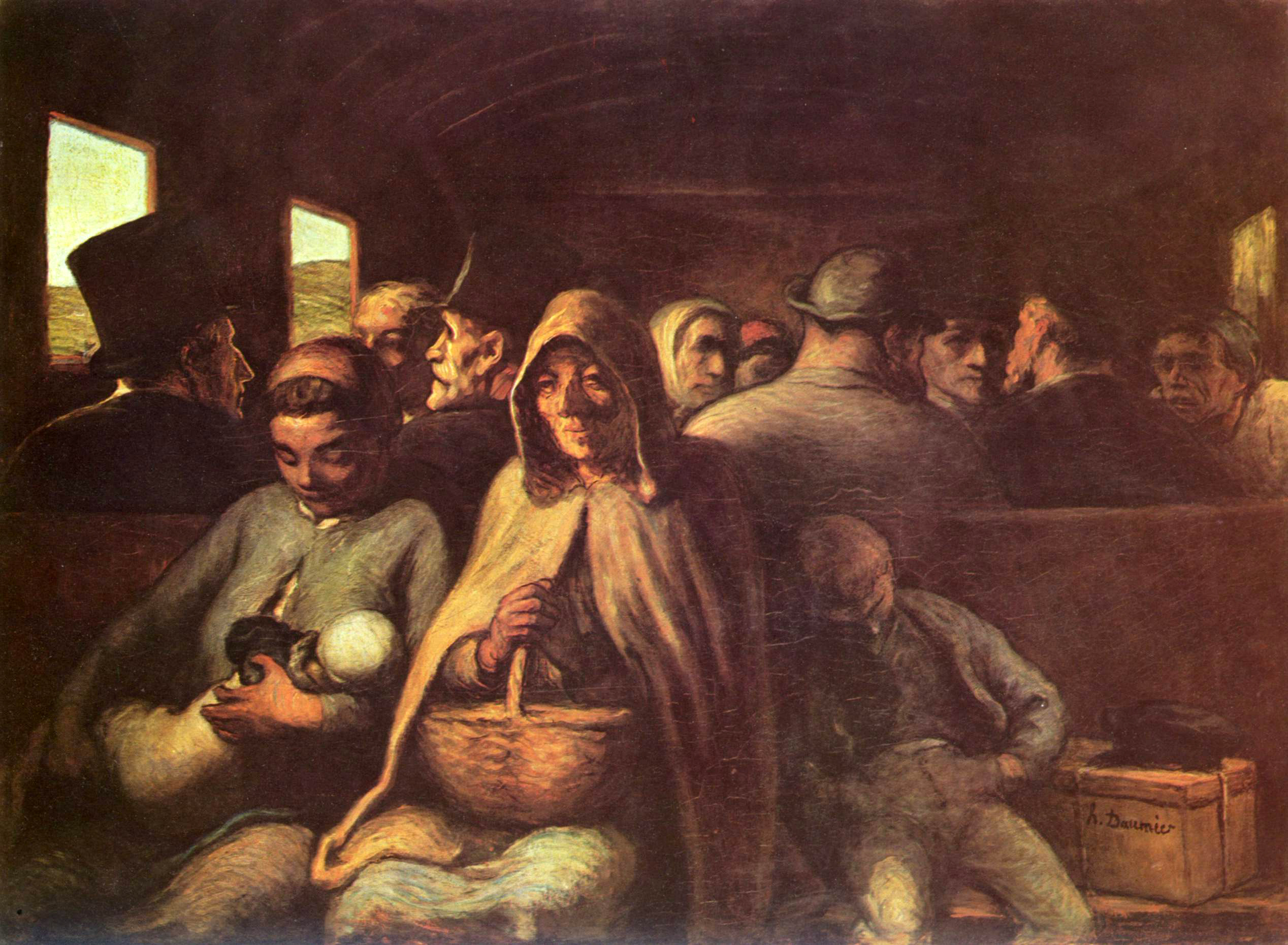
Le Wagon de troisième classe (Honoré Daumier, 1864)

Le spectacle de la misère ouvrière a amené un certain nombre de personnalités catholiques à réfléchir sur un projet global de société qui donne réponse à la question sociale. Ces chrétiens vont élaborer des théories mais aussi proposer des mesures concrètes et des actions à entreprendre. Ce n’est cependant pas un courant homogène, les choix politiques des uns et des autres sont divers, voire opposés et peuvent évoluer avec le temps.

### Lente prise de conscience dans un contexte difficile
Dès les années 1820, sous la Restauration puis sous la Monarchie de Juillet, les structures économiques et sociales de la France ne sont pas encore profondément modifiées par l’industrialisation. Le pays reste très majoritairement rural, les crises périodiques sont dues à la disette, la pauvreté s’accroît, et dans les quelques régions où naît la grande industrie, les conditions de vie des premières générations prolétariennes sont épouvantables. Le bouleversement social qui va s’opérer n’est cependant pas immédiatement visible.
Le contexte, pour l’Église de France, est encore celui du traumatisme de la Révolution : elle est tournée essentiellement vers une reconstruction interne. Mais ses cadres sont vieillis et divisés, ses fidèles, peu nombreux et peu croyants. Les aristocrates, catholiques par tradition, se taisent, les masses paysannes et ouvrières sont abandonnées à elles-mêmes ; enfin, la force vive et neuve du pays, la bourgeoisie, est majoritairement voltairienne. Réfléchir sur la société nouvelle n’est pas la priorité de l’Église de France et on en reste à l’enseignement traditionnel et permanent du soulagement de la misère par la charité individuelle. De plus, la hiérarchie de cette Église de France, tournée surtout vers le clergé, est loin d'accorder une place importante aux laïcs.
Pourtant, en 1822, la fondation d’une première œuvre ouvrière, la « Société de Saint-Joseph », due à l'abbé Lowenbrùck et un article de Félicité de La Mennais, paru dans le journal ultra-royaliste le Drapeau blanc, sur la démoralisation des travailleurs, sont les premières manifestations d'une préoccupation sociale chez les catholiques,. Dans les années qui suivent, quelques-uns, particulièrement lucides, attirent l’attention sur le paupérisme et le dénoncent par leurs enquêtes comme Louis René Villermé, par leurs publications comme Joseph-Marie de Gérando dans Le Visiteur du pauvre en 1824 ; comme François-Emmanuel Fodéré, Essai historique et moral sur la pauvreté des nations, 1825 ; Pierre Bigot de Morogue, De la misère des ouvriers, ou encore Alban de Villeneuve-Bargemont, préfet du Nord, dans L’Économie politique chrétienne en 1834. Ils n’hésitent pas à dire leur indignation mais leurs prises de position se font dans une incompréhension presque générale.

### Division entre traditionalistes et libéraux
La minorité de catholiques qui s’intéresse alors à la question ouvrière, est dispersée et provient de multiples horizons qu’on peut classer en deux courants de pensée politiques différents. Le premier, celui des milieux conservateurs (traditionalistes, contre-révolutionnaires, légitimistes) reste tourné vers le passé : ces hommes rejettent l’individualisme, considérant que la société est organique et que les groupes intermédiaires y tiennent une place essentielle. Ils nient donc les droits des individus et cherchent des remèdes dans l’étude de la société de l’Ancien Régime. Ce courant est représenté sous la Restauration par des personnes comme Joseph de Maistre, Louis de Bonald, Chateaubriand, ou des personnalités moins connues comme Blanc de Saint Bonnet à Lyon. Sous la Monarchie de Juillet, Villeneuve-Bargemont, le préfet du Nord par ses rapports au ministère, attire l'attention sur le problème social, et, à partir de 1838, Armand de Melun, le fondateur de la « Société d'Économie charitable » se détache comme chef de file du mouvement catholique social des milieux légitimistes,.
À côté, issu parfois au départ de ce premier courant mais rompant avec lui, le courant dit du catholicisme libéral. Il a comme figure de proue Félicité de la Mennais, ainsi que l'ensemble de l'équipe des rédacteurs du journal L'Avenir. Les prises de position sont finalement condamnées par le pape Grégoire XVI qui rédige deux encycliques : la première encyclique, Mirari Vos (1832) est adressée à tous les rédacteurs du journal l'Avenir et la deuxième, Singulari Nos (1834), sous-titrée Les erreurs de Lamennais lui est adressée personnellement. Il marque cependant profondément des hommes comme Henri Lacordaire, Charles Forbes de Montalembert, Charles de Coux, Philippe Gerbet et Frédéric Ozanam qui, après lui, perpétueront une tradition de liberté,. Tous ces catholiques dits libéraux, « qu'ils voient dans les libertés de 89 un fait irréversible ou qu'ils les jugent porteuses de valeur, ont en commun le refus de l'autorité sans partage, l'attachement aux règles du droit, la méfiance envers un État dont les institutions représentatives et les corps intermédiaires ne limitent pas le pouvoir. Ils récusent l'absolutisme, comme la démocratie autoritaire et le nationalisme antiparlementaire ». Pour eux, l’humanité progresse, « ce progrès a pour germe l'Évangile » et « le catholicisme est à l’origine de tous les perfectionnements sociaux ». Ils se rapprochent du peuple, ont conscience de ses besoins. Par exemple de Coux qui, avant Marx, dénonce la plus-value ou Montalembert qui demande le repos hebdomadaire et intervient pour la limitation de la durée du travail des enfants.
Il y a aussi le groupe du socialisme chrétien formé autour de Buchez, un ancien saint-simonien, converti au catholicisme en 1829, qui veut réconcilier le catholicisme et la révolution, en attribuant une origine chrétienne aux principes de 1789.
En conséquence, au moment de la Révolution de 1848, la situation a évolué, le catholicisme est à nouveau respecté, l’anticléricalisme atténué, « un mouvement de rapprochement s’esquisse entre le prolétariat déchristianisé et l’Église ».

### 1848, Frédéric Ozanam et l’Ère nouvelle

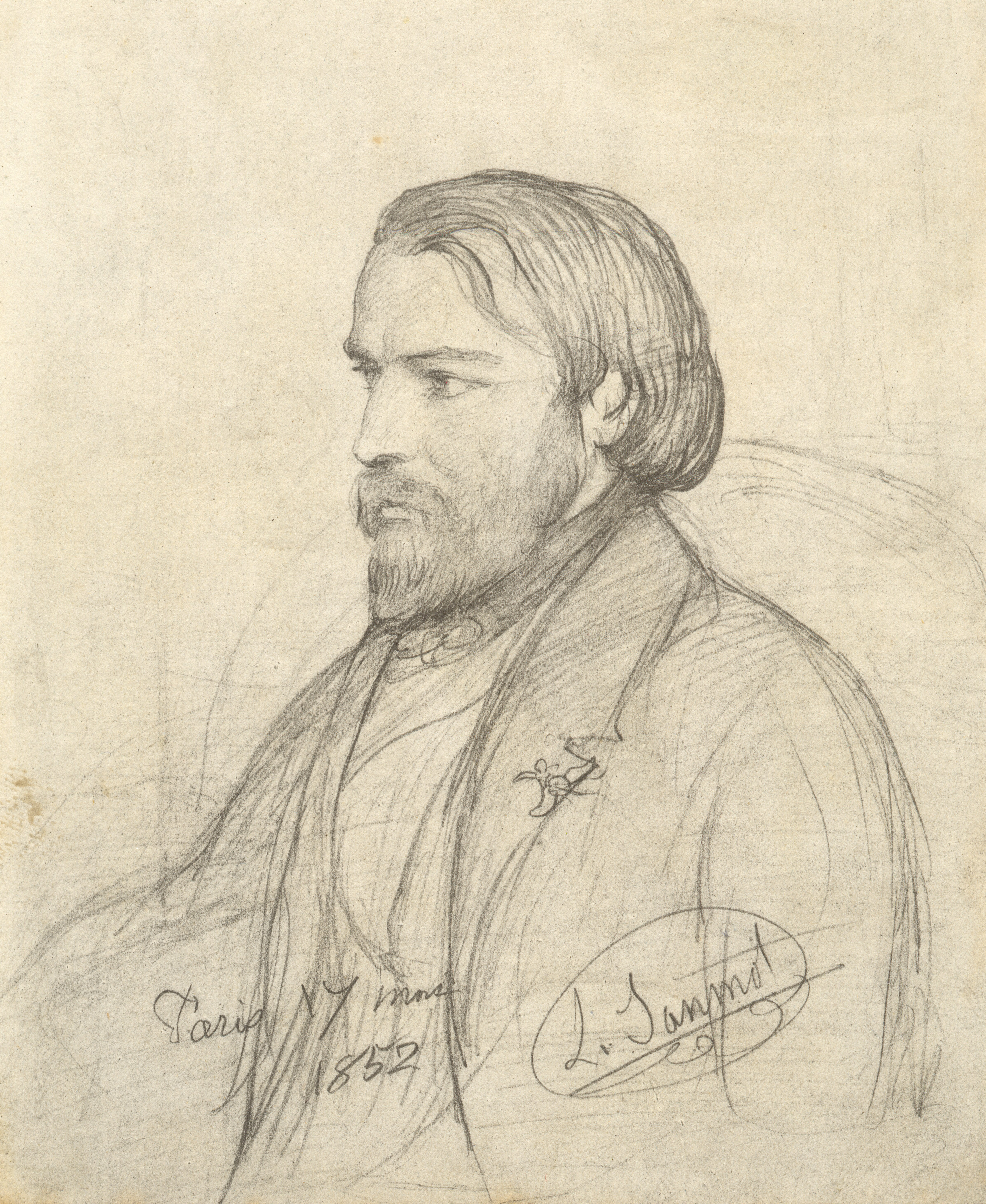
Portrait de Frédéric Ozanam en 1852 réalisé par Louis Janmot.

Entre ce catholicisme libéral et ce qui sera véritablement le catholicisme social, Frédéric Ozanam fait le lien et en ce sens joue un rôle essentiel. En effet, il n’est pas seulement l’apôtre de la charité privée, l’étudiant qui fonde avec d’autres la Société de Saint-Vincent-de-Paul en 1833. Il cherche à apporter une solution collective à la misère ouvrière. Dans son cours de Droit commercial professé à Lyon en 1839, il souligne que le travail humain ne peut être considéré comme une marchandise ; pour lui une réciprocité de services doit exister entre la société et les travailleurs, « une sorte de contrat sacré ». Si les conditions de travail n’élèvent pas le niveau de vie des ouvriers, si le salaire n’est pas suffisant et librement accepté, l’ordre est violé, le contrat rompu.
C’est surtout dans ses articles pour l’Ère nouvelle, le journal fondé par Henry Maret, de Coux et Lacordaire entre 1848 et 1850, qu’il précise certaines de ses idées, dénonce avec force « ceux qui ont trop » alors que le plus grand nombre n’a rien. La question est donc véritablement celle de justice sociale à instaurer et son choix est désormais celui de la démocratie avec la fameuse formule « Passons aux Barbares ». Dans les semaines qui suivent la Révolution de février, ce catholicisme social semble avoir du succès. En grand nombre, les mandements épiscopaux rattachent alors les principes de liberté, d'égalité et de fraternité à l'enseignement évangélique. Mais les troubles sociaux, manifestés par l'émeute du 15 mai et par les journées de juin, brisent vite ce mouvement.
L’Ère nouvelle, affaiblie par des difficultés financières et les attaques de certains évêques, ne tarde pas à disparaître. Ses rédacteurs les plus clairvoyants comme Maret et Ozanam s’en écartent tout en n’abandonnant pas leurs idées. Surtout, 1848 crée une rupture définitive à l’intérieur du courant libéral entre ceux, minoritaires, qui restent favorables à la démocratie et les autres qui rallient sans hésiter, comme Montalembert et Henri de Riancey, les conservateurs du « parti de l'Ordre », par crainte du danger socialiste. Quant au journal L'Univers, longtemps organe du catholicisme libéral, il devient, sous la direction de Louis Veuillot, l'organe des catholiques intransigeants.

### 1848-1871, un catholicisme social français plutôt timide et paternaliste

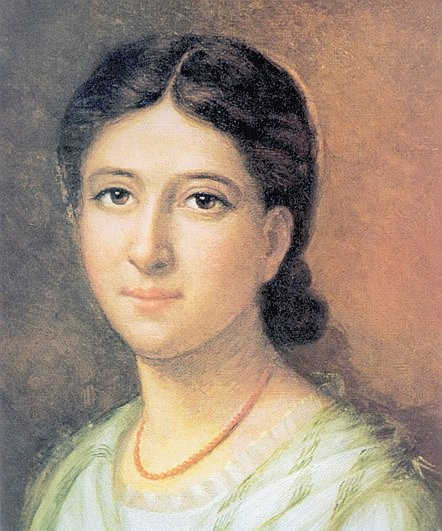
Pauline Jaricot.

La période de 1848 à 1870 marque le pas en France sur le sujet social, c’est un temps de réaction politique et sociale de la part d'une grande majorité des catholiques. Après les tentatives généreuses de la Seconde République et les essais d’application du socialisme qui ont effrayé la bourgeoisie, le Second Empire amène la prospérité avec le développement de la grande industrie, des chemins de fer, des banques et des échanges. Le mouvement ouvrier progresse et se prépare aux luttes. Le catholicisme français majoritairement conservateur reste quasi silencieux sur le plan social.
Les efforts d’Armand de Melun avec le développement des « Sociétés catholiques de secours mutuels », le mouvement des patronages et les œuvres pour la jeunesse ouvrière, l’exemple d’Augustin Cochin pour un patronat social catholique ont peu d’échos, et se heurtent à la déchristianisation de fait de la classe ouvrière et à son nouvel anticléricalisme,,.
Des initiatives comme celle à Lyon de Pauline Jaricot (1799-1862), connue surtout pour être la fondatrice de l'œuvre de la Propagation de la Foi, mais aussi d’une tentative d'usine chrétienne de Rustre ou du Père Antoine Chevrier (1826-1879) avec la création du Prado en 1860 au cœur du quartier ouvrier de La Guillotière pour accueillir et éduquer de jeunes enfants de familles déshéritées, restent encore isolées mais en font eux aussi des pionniers du catholicisme social. Parmi les catholiques sociaux, les tendances paternalistes dominent, c’est la branche politiquement conservatrice du catholicisme social qui s’est imposée et la branche démocrate disparait pratiquement.
Avant 1870, ce « premier » catholicisme social français provenant de cellules fort diverses et dispersées, représenté par quelques personnalités philanthropiques et figures charismatiques, ne parvient pas à intéresser à ses efforts la masse des catholiques. Ceux-ci sont rendus aveugles par leur incompréhension totale du problème social et, à partir de 1848, par la crainte du danger socialiste. L'épiscopat lui-même, à deux ou trois exceptions près (le cardinal de Croy, l'évêque de Cambrai Louis Belmas, l'archevêque de Paris Denys Affre), n'a pas eu la moindre idée qu'il pût exister un problème social, ou ne l'a envisagé que sous l'angle de la charité.

## De 1871 à 1891: émergence, ampleur internationale
L'expérience lancée par ces précurseurs, avec ses points positifs et malgré ses hésitations et ses impasses, a frayé la route et apparaît comme une préfiguration du mouvement plus ample qui atteint d'autre pays européens et qui va se développer en France à partir de 1871, avec un ancrage politique majoritairement conservateur.

### Relais et inspiration venus d’ailleurs

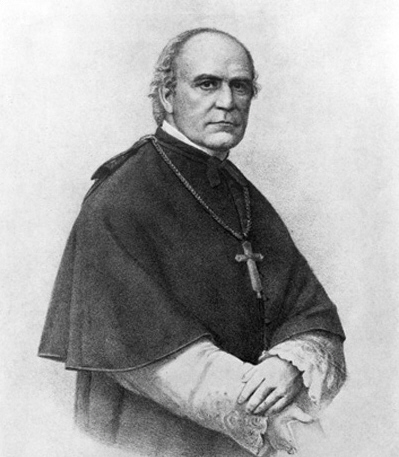
Portrait de Wilhelm Emmanuel von Ketteler (1865)

Contrairement à ce qui se passe en France entre 1848 et 1870, des voix au sein des communautés chrétiennes s’élèvent dans d’autres pays européens comme en Allemagne, avec les Congrès catholiques, ou en Belgique avec les Assemblées catholiques de Malines, etc. On peut citer l’exemple de l’abbé Adolph Kolping (1813-1865) qui œuvre à unifier et répandre les fédérations de compagnons ou celui de von Ketteler, évêque de Mayence encore plus significatif : son souci de la question ouvrière est constant entre 1850 et 1877. Il prend à son compte toutes les revendications ouvrières sur le salaire vital, la diminution des heures de travail, les jours de repos, l’interdiction du travail des trop jeunes filles et des enfants. Il organise des sociétés ouvrières de production où la direction de chaque entreprise est confiée aux ouvriers eux-mêmes. Wilhelm Emmanuel von Ketteler, surnommé « l'évêque des ouvriers » donne au catholicisme social une réflexion positive : il n'a pas à simplement s'opposer au principes modernes mais à proposer des solutions ontologiquement catholiques ; c'est ainsi que dans son livre La question ouvrière et le christianisme (1864), il défend à la fois l'amélioration morale des ouvriers par la rechristianisation mais également la nécessaire intervention du législateur pour résoudre la question sociale.
Ces exemples allemands vont directement profiter à deux de ceux que l’on considère comme les fondateurs du catholicisme social français, Albert de Mun (1841-1914) et La Tour du Pin (1834-1924). Officiers royalistes tous les deux, faits prisonniers au moment de la défaite de 1870-1871, ils prennent connaissance au cours de leur captivité des expériences du catholicisme social allemand. C'est également durant cette période, grâce à l'intervention du Dr Lingens, futur figure de proue du Zentrum, que les deux officiers découvrent le livre d'un député impérial, Émile Keller, L'Église, l'État et la Liberté (1866), ouvrage qui va profondément les marquer. Les contacts noués sont complétés quand, entre 1877 et 1881, La Tour du Pin, nommé attaché militaire à Vienne, rencontre des représentants de l’école sociale autrichienne (des membres du parti social chrétien, Karl von Vogelsang, le comte de Blome, le baron de Kuefstein, les princes de Liechtenstein, etc.) ; une vision européenne peut ainsi s’élaborer. René de la Tour du Pin, lors de sa période viennoise, va également largement entrer en contact avec l'héritier du trône de France, le comte de Chambord, résidant à Forsdorf ; ce dernier, intéressé par les questions économiques et sociales, va inspirer en profondeur le courant monarchiste du catholicisme social.

### Les Cercles catholiques ouvriers, Albert de Mun, La Tour du Pin et les autres

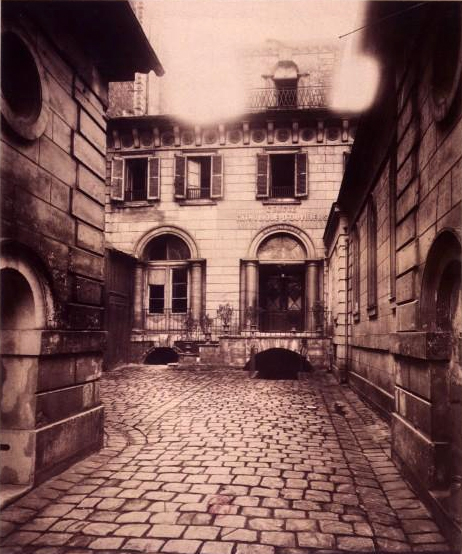
Maison où prit naissance le premier Cercle catholique ouvrier à Paris en 1865, dans le 14e arrondissement.

De Mun et La Tour du Pin, ces deux officiers royalistes liés par une profonde amitié et rejoints par Léon Harmel, industriel et bourgeois et par d’autres comme Maurice Maignen et Félix de Roquefeuil, vont, malgré les horizons différents d’où ils viennent, mettre en commun leur esprit chrétien et leur besoin d’agir. La captivité a amené Albert de Mun à réfléchir aux causes de la défaite, et la Commune à mesurer la désorganisation sociale : « Entre ces révoltés et la société légale dont nous étions les défenseurs, un abîme nous apparut ».
Dès 1871 est fondée l'Œuvre des cercles catholiques d'ouvriers dont le but, selon Madame de Brivazac, présidente du Comité des Dames des Cercles Catholiques d'ouvriers en 1896, est de « rapprocher, sans les confondre, les classes de notre société française, irritées les unes contre les autres par les doctrines irréligieuses et révolutionnaires et par les conséquences d'une transformation économique dont le peuple est la première, mais non pas la seule victime ». Il s’agit en fait de contribuer à une rechristianisation en même temps qu’à la défense des intérêts matériels et moraux du monde ouvrier. Le but est moins d’attirer les masses ouvrières que d’en former une élite. C’est, selon la formule de Georges Hourdin, une modeste mais première prise de contact avec la classe ouvrière.

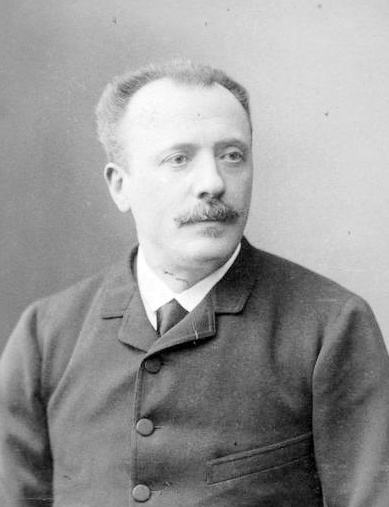
Albert de Mun.

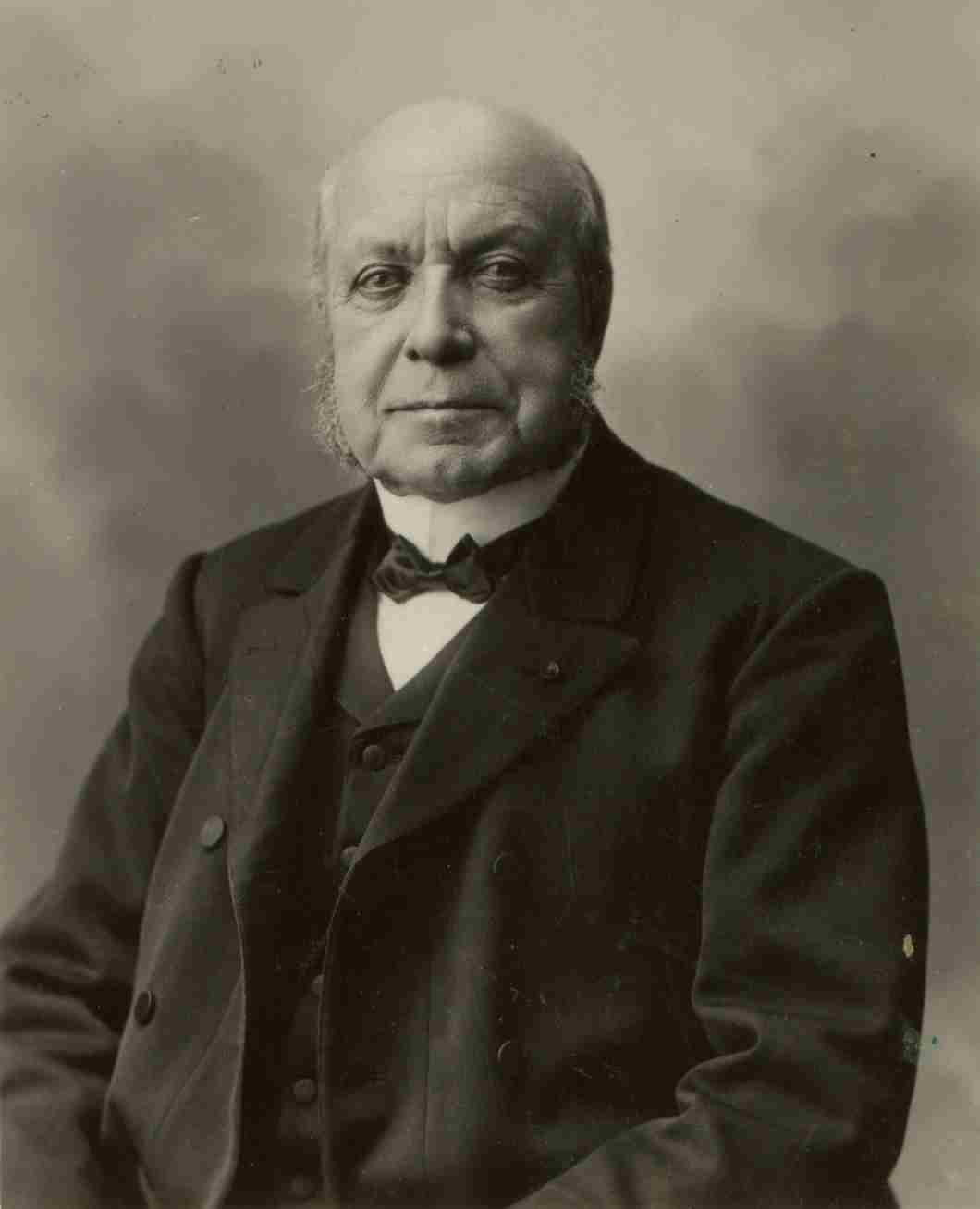
Léon Harmel.

Dans le groupe des fondateurs, les rôles sont complémentaires. Albert de Mun est le propagandiste de l’œuvre des Cercles. Vite occupé par son action politique et parlementaire pratiquement ininterrompue de 1876 à 1914 comme député du Morbihan puis du Finistère, il participe à l’œuvre de législation sociale de la IIIe République soutenant l’existence de syndicats mixtes, la réglementation du travail des femmes en 1888, l'interdiction du travail des enfants de moins de 13 ans en 1890, les réformes du droit du travail sur les accidents professionnels, l'arbitrage dans les conflits, la législation sociale internationale, etc. Sa proposition pour les femmes enceintes d’un arrêt de travail obligatoire et d’une indemnité, rejetée en 1892, est reprise sept ans plus tard. En précurseur aussi, il préconise la création de caisses d'assurances spéciales alimentées conjointement par les patrons et les ouvriers et propose de substituer à la théorie de la responsabilité délictuelle, le principe du risque professionnel. Il propose également l'organisation de caisses de secours et de retraite pour améliorer le sort des ouvriers âgés. « Orateur brillant, il est un représentant typique du catholicisme intransigeant et un opposant au « monde moderne », dont il fait une critique impitoyable ; pour cela même, il se montre hardi dans ses idées sociales » ; au départ légitimiste et contre-révolutionnaire, antilibéral et antisocialiste, il accepte en 1892 le « ralliement » à la République demandé par Léon XIII aux catholiques français.
René de La Tour du Pin, intellectuel rigoureux dans sa pensée et rigide dans ses fidélités politiques est le théoricien du groupe développant en particulier l’idée corporative et les syndicats mixtes ; il anime de ses avis et de ses articles le « Conseil des Études » créé à côté des Cercles d’ouvriers. Aux côtés du Père de Pascal, de Keller, de Duthoit, de Milcent et de Félix de Roquefeuil, il est au départ d’un mouvement continu de recherches et d’adaptations doctrinales.
Léon Harmel qui appartient à ces nouvelles classes dirigeantes et que sa profession fait côtoyer quotidiennement les réalités économiques et les milieux populaires est celui qui met en pratique les principes de l’Œuvre dans ses usines ; il cherche à développer l’action populaire des masses et fait confiance au prolétariat même dans sa propre usine ; il multiplie les congrès, il amène tous les deux ans depuis 1885 avec le cardinal Langénieux, industriels et ouvriers en pèlerinage à Rome.
Maurice Maignen, l’initiateur des premiers cercles d’ouvriers dès les années 1860, est plus tourné vers l’action sociale et l’évangélisation du prolétariat.
Les cercles se multiplient rapidement dans toute la France : en 1878 l'œuvre compte 375 cercles, près de 8 000 membres « protecteurs » et 37 500 travailleurs. Lors de l'exposition de 1900, le bilan de l'œuvre fait apparaître la création de 418 cercles avec 60 000 membres, de 136 syndicats agricoles avec 42 500 adhérents et de 77 syndicats dits de « l'aiguille » qui étaient des associations chrétiennes des mères de famille. Un essoufflement se dessine cependant vers 1885, « soit lassitude de la classe dirigeante que de Mun avait un moment secouée, soit lassitude des ouvriers qui s'accommodaient mal d’être traités en « enfants de patronage » et associés à un programme politique outrageusement réactionnaire ».

### L’Union de Fribourg, atelier international de la doctrine sociale de l’Église

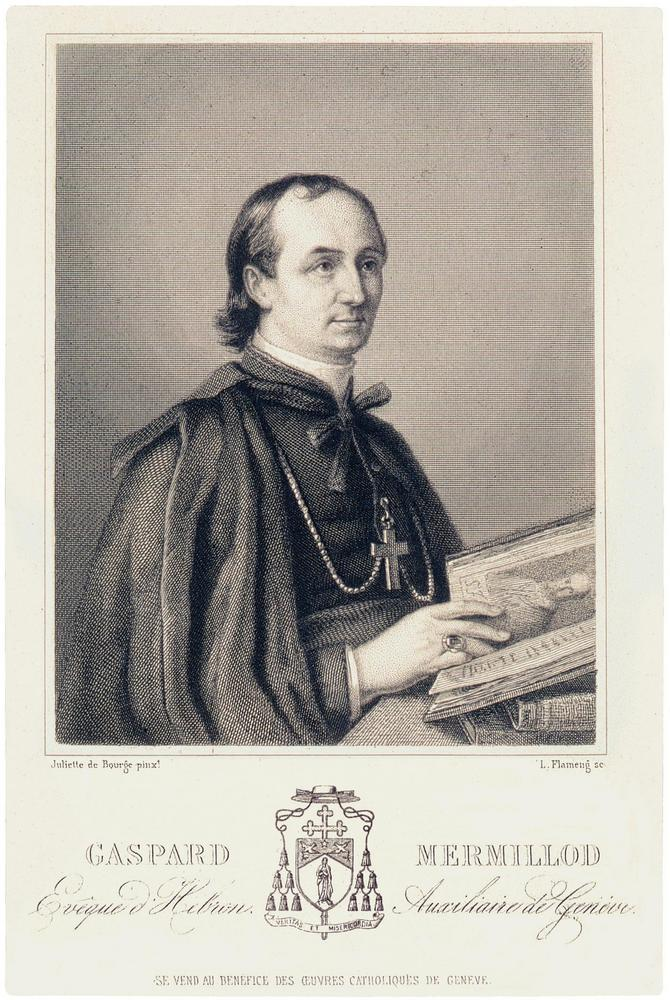
Portrait de Gaspard Mermillod par Léopold Flameng, 1866.

Le mouvement initié par Albert de Mun et La Tour du Pin est volontairement et systématiquement à la recherche de contacts avec l’étranger, en particulier avec l’Allemagne et l’Autriche-Hongrie où des cercles d’études similaires, opposés au libéralisme économique et au socialisme existent. Incité peut-être par l’exemple de l’Internationale socialiste, La Tour du Pin et Gaspard Mermillod, évêque de Lausanne et Genève, ont l’idée de provoquer en 1884 la création d’un comité chargé de coordonner les recherches des différents groupes. Le siège choisi est Fribourg et la présidence en est confiée à Gaspard Mermillod.
Les rencontres prennent de l’ampleur puisque cette Union de Fribourg compte soixante membres en 1891. Les Français Louis Milcent et René de la Tour du Pin s’y distinguent, défendant en particulier l’idée de corporatisme ; les princes Karl von Löwenstein et Aloys von Liechtenstein, ainsi que les comtes Gustav von Blome et Franz von Kuefstein dominent la délégation germano-autrichienne. Parmi les quinze membres suisses, Gaspard Decurtins joue un rôle actif, préconisant entre autres une conférence internationale sur le travail. Il y a aussi le P. Liberatore, jésuite italien, disciple en matière sociale et politique de Taparelli d'Azeglio. Des thèmes communs se dégagent de leurs travaux qui abordent de nombreuses questions comme le syndicalisme, le régime corporatif, l’organisation de l’industrie, la question agraire, le salaire, les assurances ouvrières, la réglementation internationale de la production industrielle.
Certains des principes élaborés dans ce centre d’études de Fribourg sont repris au moment de la préparation de l’encyclique Rerum Novarum : Gaspard Mermillod fait partie du « comité intime » que Léon XIII, soucieux de la misère ouvrière et de la question sociale a mis en place dès 1882 pour étudier le sujet ; le Père Liberatore est choisi pour être le rédacteur de la toute première version de 1890 et le relecteur de la seconde. Cette validation de la part du Saint-Siège (même si toutes les idées de l’Union de Fribourg ne sont pas retenues, comme celle du corporatisme, et que la rédaction finale de Léon XIII garde une indépendance par rapport aux différentes écoles) donne à l’Union le rôle prestigieux d’atelier de la doctrine sociale de l'Église. Cependant, après la publication de l'encyclique en 1891 et la mort de Mermillod en 1892, l'Union de Fribourg voit son rôle dont l'importance a parfois été surestimée dans la mémoire locale, passer au second plan.

### Socle doctrinal officiel: l’encycliqueRerum Novarum, 1891

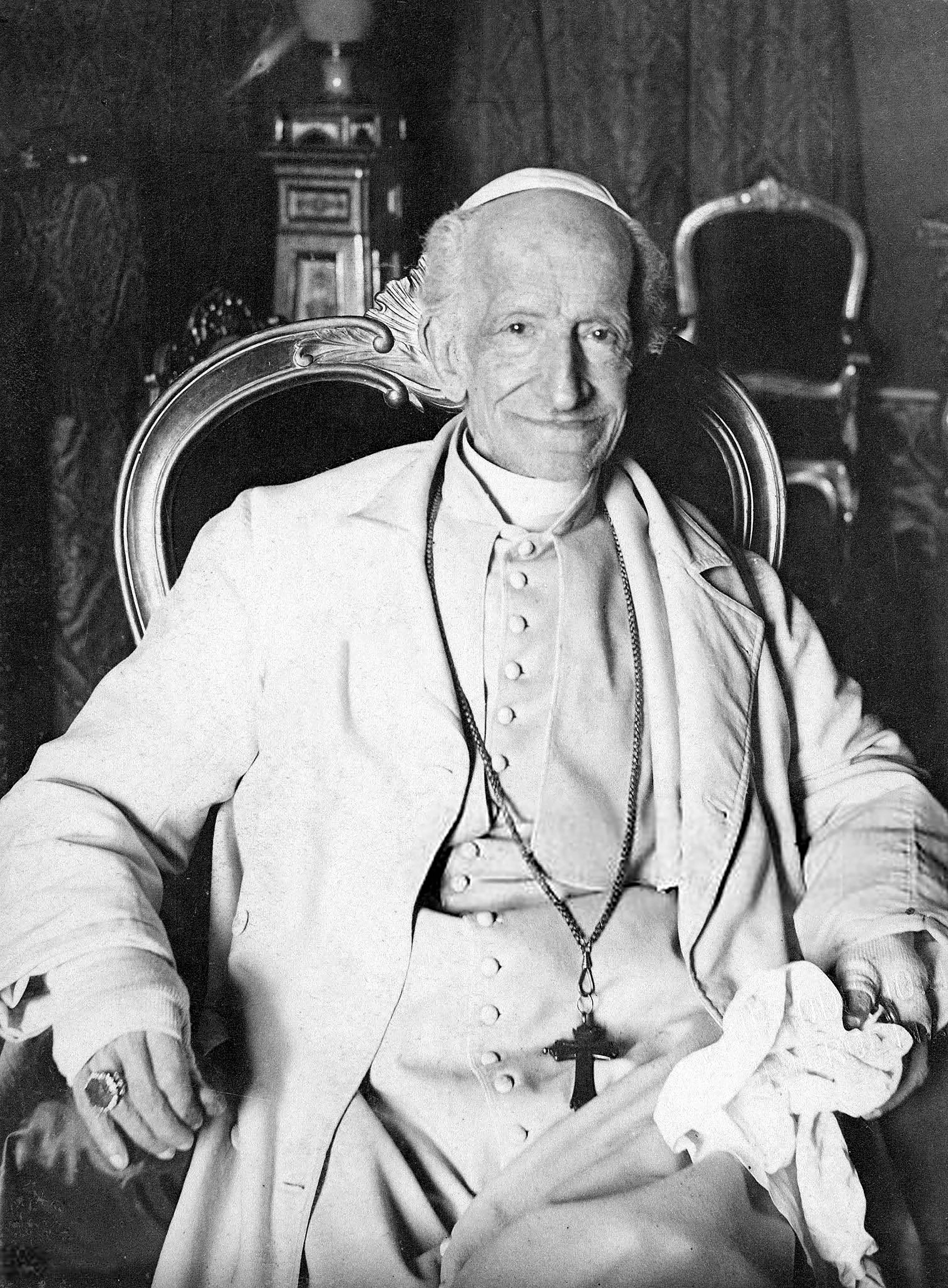
Portrait de Léon XIII en 1887

Les intuitions du premier catholicisme social, les réalisations accomplies, les thèses élaborées dans l’Union de Fribourg, l’influence de prélats comme Henry Edward Manning, archevêque de Westminster en Angleterre ou James Gibbons, archevêque de Baltimore aux États-Unis, alarmés eux aussi par les conséquences de la révolution industrielle, contribuent à renouveler le discours social de l’Église. Leurs idées, longtemps contestées, sont finalement partagées et reprises par le pape Léon XIII et Rerum Novarum est la première encyclique consacrée aux questions sociales que l’Europe et les États-Unis affrontent à cette époque.
Dans ce texte Léon XIII dénonce d'abord les idées « socialistes » et justifie le droit à la propriété privée tout en ordonnant l’usage des biens possédés au bien commun : affranchissant l’homme de la précarité, le droit de propriété est la condition d’une liberté réelle. Mais les excès du libéralisme sont également condamnés et l’intervention de l’État dans l’économie est légitimée. Léon XIII y défend le juste salaire, le droit à constituer des associations professionnelles, la nécessité d’adapter les conditions de travail des enfants et des femmes, le repos dominical… nombre de points qui sont repris par la législation sociale qui se met en place à l’époque. Fondamentalement, son propos vise à réveiller les consciences de ses contemporains et à ouvrir des chemins en vue d’un ordre social qui dépasse l’opposition entre classes, et permette d’établir la société dans la concorde et l’harmonie.
Cette encyclique met en évidence les questions éthiques inhérentes à l’ordre économique et établit la légitimité de l’Église à s’exprimer sur les questions sociales. Elle situe l’Église dans une position critique à la fois envers le socialisme collectiviste et le libéralisme individualiste, position qui restera une constante de toute la Doctrine sociale.

### Un consensus impossible
Avec un tel texte, les catholiques sociaux se trouvent stimulés, leurs réalisations vont se multiplier et se diversifier, mais en même temps, leurs énergies sont désormais « contrôlées » par Rome et des divergences s’accentuent entre ceux qui, comme Albert de Mun, mettent l’accent sur l’action de la classe dirigeante et ceux qui préconisent, comme Léon Harmel, l’initiative ouvrière. De cette dernière tendance va naître le mouvement dit de Démocratie chrétienne. Par contre la grande majorité des catholiques reste toujours « plus ou moins consciemment attachée à un libéralisme renforcé par la défiance croissante qu’ils éprouvent à l’égard de l’État républicain et des ouvriers socialistes » et elle s’oppose à toute intervention de l’Église dans le domaine économique et social.

## Première moitié duXXesiècle, floraison d’initiatives et d’activités
Pour le catholicisme social, l'Encyclique Rerum Novarum, prise de position officielle de l'Église catholique, est un encouragement inespéré. Ses initiatives en cours se développent plus rapidement et il inspire de plus en plus d'activités : œuvres de caractère social, mais aussi partis politiques ou syndicats d'inspiration chrétienne. Dès lors, au cours des décennies qui suivent, il prend des formes très diverses, intervient dans des domaines multiples, parfois en lien étroit avec l'Église, parfois de façon plus autonome.
Les multiples créations qui jalonnent cette période prennent toutes leur origine dans ce courant de pensée : des « catholiques sociaux » en sont parfois les fondateurs ou y adhèrent naturellement. Elles laissent cependant apparaître des sensibilités et des choix divers et donc des différences voire des oppositions importantes, ne formant pas un mouvement unitaire mais plutôt une mouvance aux contours difficiles à définir.

### Jeunesse catholique: l'A.C.J.F. et ses mouvements d'action catholique spécialisés
Une manifestation en Suisse rassemblant la jeunesse chrétienne donne à Albert de Mun l’idée de lancer en 1886 l’Association catholique de la jeunesse française (ACJF) dont le but est de « coopérer au rétablissement de l’ordre social chrétien ». Son premier congrès a lieu à Angers en 1887 et dès 1891, son premier président, Robert de Roquefeuil, peut présenter à Rome plus de 1 200 militants. D'abord limitée aux milieux étudiants, elle s'ouvre en 1896 à tous les jeunes catholiques, fédérant ainsi les organisations de jeunesse préexistantes (conférences d'étudiants, cercles divers de jeunes gens, etc.). L'association devient en fait une véritable école de formation sociale : par son aumônerie souvent assurée par les Jésuites, par ses Congrès annuels à partir de 1902, par ses enquêtes, par ses campagnes, elle prépare les jeunes catholiques à leurs futures responsabilités et joue le rôle de pépinière féconde.
L'encyclique Rerum Novarum lui permet de prendre son véritable essor et elle se range alors clairement dans le camp du catholicisme social, adoptant la devise « sociaux parce que catholiques ». L'association reste donc en continuité avec les objectifs initiaux, ce qu'Alain-René Michel appelle « l'héritage », mais une évolution s'esquisse après la première guerre mondiale et dirige un certain nombre de ses membres vers le terrain civique et politique : Charles Flory, qui la préside de 1922 à 1926, lance le slogan « civiques parce que sociaux ». Les années 1920 marquent donc pour ces jeunes catholiques de l’A.C.J.F. « l’entrée en démocratie ». Plusieurs de ses militants sont proches du Parti démocrate populaire (PDP) fondé en 1924, ou bien figureront plus tard parmi les cadres de la Démocratie chrétienne française (le futur cardinal Pierre Gerlier, Georges Bidault, François de Menthon, Edmond Michelet, Robert Schuman, etc.). Certaines des propositions présentées dans les congrès de l’ACJF. se réaliseront dans des dispositions législatives. Mais cette nouvelle orientation vaut à l’association de faire l’objet, dès 1919, de vives critiques adressées à Rome par les tenants d’une ligne intransigeante. On lui reproche d’aller trop loin sur le terrain social, de se mêler à la vie publique, et d’avoir des tendances trop démocratiques.
Les groupes, très différents des points de vue géographique, social et économique, se multiplient dans toute la France et l'Outre-Mer (Algérie, Cochinchine). La diversité des milieux intéressés et la prise de conscience de la force que représentent des ensembles mieux structurés, amènent l'ACJF à accepter une organisation en formations spécialisées : la Jeunesse ouvrière chrétienne française (suivant en cela l’exemple venu de Belgique où l'abbé Cardijn réunit, dès 1912, la première équipe de jeunes ouvriers préalable à la création de la Jeunesse Ouvrière Chrétienne) s'organise à partir de 1926 et s'affilie l'année suivante à l'A.C.J.F. comme mouvement autonome. Cela provoque une réaction en chaîne de chaque milieu social : la Jeunesse agricole catholique (JAC), la Jeunesse étudiante chrétienne (JEC), la Jeunesse maritime catholique (JMC) et la Jeunesse indépendante catholique (JIC) entrent tour à tour entre 1929 et 1936 au comité général de l'A.C.J.F. Cette spécialisation fait prendre conscience au catholicisme social dont est issue l'A.C.J.F. de l’importance du phénomène de classe sociale et de l’adaptation nécessaire de l’action qu'il en résulte; elle modifie également la structure mais aussi la nature de l'A.C.J.F, chaque mouvement ayant sa propre identité. La généralisation de la spécialisation est à l'origine de ce qu'Alain-René Michel appelle la « nouvelle ACJF ».
L'évolution accomplie est importante d'autant plus que ces mouvements de jeunesse spécialisés sont validés quand le pape Pie XI met en œuvre en 1931 l’Action catholique, conçue comme « la participation des laïcs à l’apostolat hiérarchique ». Initialement mouvement de laïcs, dirigé par des laïcs, n'engageant pas l'Église et avec des aumôniers proposés par les dirigeants, l'ACJF et les mouvements spécialisés qui la composent sont désormais encadrés par des clercs et sous la tutelle de la hiérarchie ecclésiastique qui nomme l'aumônier et délègue son « mandat » pour l'évangélisation de milieux donnés. « La commémoration triomphale du cinquantenaire de l’ACJF en 1936 au Parc des Princes en présence de l’épiscopat, la célébration l’année suivante du Xe anniversaire de la JOC devant 100 000 jeunes travailleurs » traduisent ce qui semble un succès exceptionnel.
Cependant le souci n'est plus de former une élite intellectuelle et sociale mais de faire émerger une élite des milieux eux-mêmes en particulier des milieux populaires. L'engagement est non seulement social mais aussi civique et politique et, dans les années 1930, il se fait avec un « glissement à gauche ». C'est donc une révision en profondeur de l'approche traditionnelle de l'action des catholiques dans la société qui s'est opérée. Un tel choix de pénétration et de présence accrues dans la vie démocratique du pays fait parallèlement à l'accentuation d'une dimension spirituelle d'évangélisation et d'une tutelle de la hiérarchie n'est pas sans ambiguïté. Dès lors de futures crises et controverses sont en germe dans les mutations accomplies.
Ces mouvements spécialisés de l'A.C.J.F comme les cercles d’études du Nord et du Nord-Est, les Groupes d’études du Sud-Est de Marius Gonin et la Chronique sociale de Lyon, le mouvement Le Sillon de Marc Sangnier et d'autres, œuvrent tous, en complémentarité ou en concurrence, pour éduquer toute une génération à la responsabilité sociale et politique. Ils suscitent parmi leurs membres de nombreuses « vocations » civiques et politiques à l'origine de la création et du développement du syndicalisme chrétien et du courant de démocratie chrétienne.

### Naissance du syndicalisme chrétien: C.F.T.C., 1919
La volonté de refaire une société nouvelle par des actions temporelles concrètes, débouche naturellement sur l’association et l’organisation professionnelles. Le syndicalisme ne peut cependant naître en France qu'à partir de la loi Waldeck-Rousseau de 1884 qui l'autorise. D’abord tentés sinon par la corporation du moins par le syndicat mixte qui permet la collaboration entre classes rivales, les chrétiens du monde ouvrier comprennent la nécessité d’un syndicalisme autonome face aux syndicats dominés par l'idéologie marxiste de lutte des classes.
Des premières initiatives ont lieu à partir de 1887 dans le Nord, à Lyon et à Paris (par exemple le SECI Syndicat des employés du commerce et de l'industrie). De nombreux autres petits syndicats chrétiens suivent, ils sentent la nécessité d'une coordination et de leur union allait sortir en 1919 la Confédération française des travailleurs chrétiens (C.F.T.C.). À l'origine, la C.F.T.C. regroupe 321 syndicats. Son principe de recrutement est large : elle accueille tous les travailleurs acceptant d'appliquer les idéaux de la morale sociale chrétienne. Elle poursuit l’œuvre des premiers syndicats, en développant les bureaux de placement, les services juridiques, les caisses d’entraide et les services sociaux. En 1920, elle contribue avec d’autres syndicats chrétiens européens à fonder la Confédération internationale des syndicats chrétiens.
Sous l'impulsion de Jules Zirnheld, son premier président qui reste en poste jusqu'en 1940 puis de Gaston Tessier, ce syndicalisme s'affirme face aux confédérations rivales. Malgré son choix pour une voie réformiste et non révolutionnaire, il se heurte aux préjugés conservateurs et aux manœuvres du patronat catholique qui l'accuse de recourir à la lutte de classes. Il choisit de défendre l'indépendance syndicale et la liberté du travail et propose avant même les affrontements sociaux de 1936 un salaire minimum, les allocations familiales, la réduction de la durée du travail, des logements sociaux, les conventions collectives, etc. Les évènements de 1936 et la montée de la première génération formée par la Jeunesse ouvrière chrétienne (JOC) lui apportent un sang nouveau et en font une grande organisation ouvrière. En 1937, elle compte 2000 syndicats et 400 000 adhérents.
Sous le gouvernement de Vichy, la C.F.T.C., refusant la « Charte du travail » visant à supprimer les syndicats au profit d'une nouvelle organisation professionnelle, s’auto-dissout et entre dans la clandestinité. Ses dirigeants participent à la résistance, et, lors de la Libération, elle est reconnue comme l'un des acteurs du renouveau national malgré sa rivalité avec CGT dans la représentation des travailleurs.
Un syndicalisme paysan se constitue également entre 1890 et 1900 suscité par les caisses de crédit rural ; il reste cependant mixte, les réalités de classe étant moins évidentes dans le monde rural. Plus tardivement se développe un syndicalisme patronal : dans ce milieu, malgré les efforts de Léon Harmel, le catholicisme social emporte peu de conviction, le besoin de se regrouper n’existe que dans des organismes de pure défense économique.

### L'engagement politique, tentatives de Démocratie chrétienne
La première tentative de démocratie chrétienne faite en 1848 avec l'Ere nouvelle était restée sans lendemain et la majorité des catholiques français sont restés méfiants vis-à-vis du politique et du régime républicain : rares sont ceux qui, avant la fin du XIXe siècle, entrent en politique, Albert de Mun avec sa longue activité parlementaire est une exception et au départ il siège avec les légitimistes.
1892 marque un tournant : Léon XIII fait publier l'encyclique « Au milieu des sollicitudes », dans laquelle il appelle les catholiques français à se rallier à la République. Il est entendu en partie seulement et les catholiques français se divisent. Certains restent dans la tradition du catholicisme intransigeant du XIXe siècle et demeurent crispés sur la question du régime, on les retrouvera plus tard au sein de l'Action française. D'autres préfèrent s'investir prioritairement ou exclusivement dans le domaine social et seule une minorité s'engage dans le domaine politique. « Une seconde démocratie chrétienne » naît à la fin du siècle, emmenée par des « abbés démocrates » comme l'Abbé Lemire aussi bien que par des laïcs comme Marc Sangnier. Cependant le contexte de la séparation de l’Église et de l’État et des lois anticléricales, l'intervention de Rome également, ralentissent l'acceptation par les catholiques français de la démocratie : par une encyclique en 1901, la démocratie chrétienne est cantonnée à la bienfaisance sociale et le terrain politique lui est interdit. Il faut attendre les lendemains de la guerre et la renonciation de l’Église catholique à combattre la République, ce qu'on appelle de second ralliement, pour voir un parti d'inspiration chrétienne se constituer.
Faire un parti catholique confessionnel, à l’image de ce qui existait dans certains pays européens, est rejetée par ceux qui choisissent l'engagement politique ; la préférence est donnée à un parti qui se réfère aux valeurs chrétiennes mais reste ouvert à tous. Les différents courants de la démocratie chrétienne qui vont donc s'organiser tardivement sont tous dans la filiation du catholicisme social tout en se situant différemment sur l'échiquier politique. La Ligue de la Jeune République créée en 1912 par Marc Sangnier, dans le prolongement du Sillon désavoué par le pape Pie X pour « erreurs modernistes », n'atteint jamais une audience suffisante en prônant un socialisme « personnaliste » dans la mouvance d'Emmanuel Mounier. Le Parti démocrate populaire (PDP), créé en 1924 et ancêtre du Mouvement républicain populaire (MRP), recueille un peu plus de voix et se situe plutôt au Centre-Droit. Quelques catholiques optent pour l’insertion dans les formations politiques existantes, s'engageant aussi bien dans des partis marqués à droite que dans ceux plus démocrates ou proches des socialistes.
Parmi ces catholiques sociaux élus, tous participent à l’élaboration des grandes réformes sociales : forts de leur connaissance des réalités sociales du terrain acquise par les nombreuses œuvres sociales et charitables catholiques, ils multiplient les propositions de lois (entre 1871 et 1922, on en a dénombré 52 émanant directement d'eux) confirmant leur rôle de précurseurs dans le domaine.

### Action sociale élargie: famille, femmes, enfance, logement, éducation, santé, loisirs…

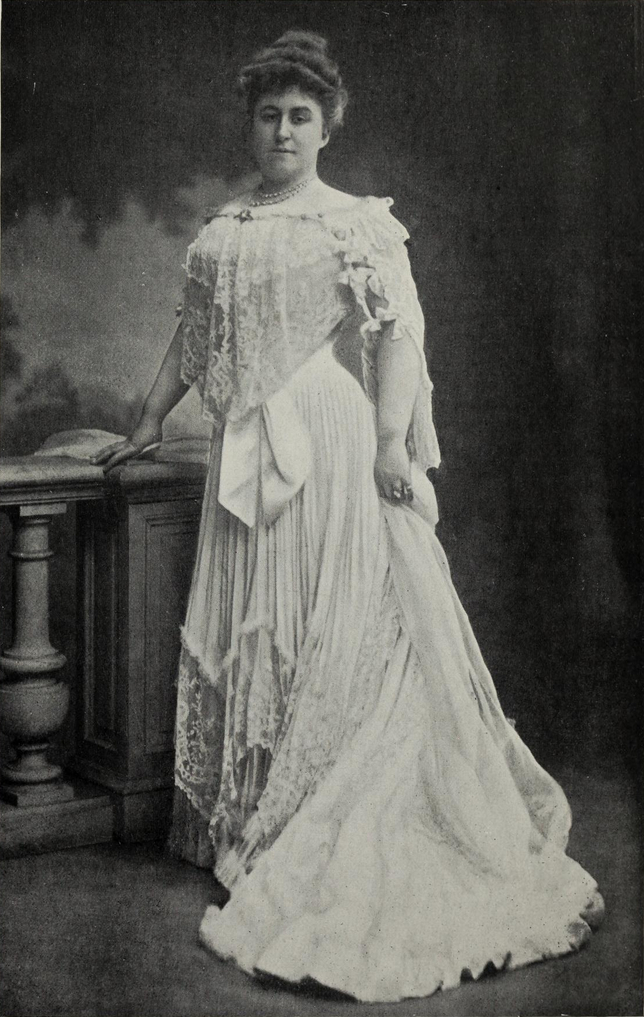
Portrait de Lucie Félix-Faure Goyau (1907)

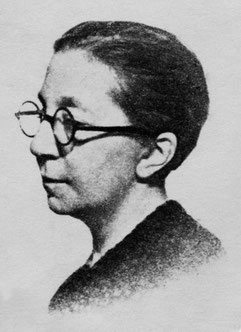
Portrait de Léonie Chaptal

Si le syndicalisme et la politique attirent certains de ces militants chrétiens, le plus grand nombre choisit des domaines autres comme lieux de leurs initiatives et réalisations. Ils sont confortés par l'épiscopat français qui dans son ensemble est acquis depuis 1891 au catholicisme social mais qui, depuis la crise de la Séparation de l'Église et l'État et la relance de la politique anticléricale, engage les fidèles à « abandonner l'action politique au profit d'une reconquête sur le terrain social ». Tous les champs de la vie sociale sont investis, « des enfants aux adultes, des ouvriers et des paysans aux cadres et aux patrons, du cercle familial au monde du travail ». Les lieux et les secteurs investis sont parfois « en marge de la société industrielle : l'espace des loisirs, le monde des classes moyennes, celui des adolescents ».
Ainsi des catholiques sociaux animent les Associations de familles nombreuses créées à partir de 1919. Sous l’impulsion d’Émile Romanet l’idée d'allocations familiales, d’allocation logement ou études sont lancées avant d’être adoptées par le législateur (rôle de Jean Lerolle et Charles Viatte).
L’Union féminine civique et sociale, créée en 1925 par Andrée Butillard, est dans la même perspective de « promouvoir en France l’ordre social chrétien, conformément à la doctrine catholique. » Son combat pour développer l’éducation sociale des femmes des différents milieux est loin d’être négligeable et sur la question de l’obtention de droits civiques, l’UFCS rejoint le combat féministe même si est préconisé un vote familial où « le nombre de voix est proportionnel à la taille de la famille » plutôt que le vote féminin. La plupart des progrès de la législation familiale française doit donc beaucoup aux voix des catholiques sociaux.
Les premières colonies de vacances naissent en 1902, notamment à Saint-Malo et au Havre, sous l'impulsion de catholiques sociaux comme Lucie Félix-Faure Goyau, fondatrice de la Ligue fraternelle des enfants de France, à l'initiative de cette action. Les patronages paroissiaux connaissent leur apogée dans l'entre-deux guerres et diffusent la pratique des jeux de plein air et des sports collectifs chez les adolescents. Fondée en 1890, la Fédération gymnastique et sportive des patronages de France regroupe près de 3 000 clubs en 1937. Les actions sont multiformes et souvent pionnières : jardins-ouvriers dès 1891, initiatives en matière de logement - cités (vague de création entre 1892 et 1908) ou coopératives d'habitation ouvrière (exemple en 1907 en Lorraine avec l'abbé Thouvenin), sociétés de crédits immobiliers -, en matière de santé (Œuvre de Léonie Chaptal, Union catholique des services sociaux et de santé créée en 1922 par Marie de Liron d'Airoles, Œuvre de La Goutte de lait du docteur Dufour, etc.).
Ces exemples sont loin d'épuiser la variété et le dynamisme des activités qui se multiplient et montrent que le mouvement du catholicisme social accompagne toutes les mutations qui affectent en profondeur la société française dans cette première moitié du XXe siècle. En même temps une spécificité apparaît : il s'agit de moins en moins d’œuvres charitables ou d'assistance, ce que le langage courant appelle « bonnes œuvres », que de la mise en place de véritables services qui veulent éviter l'assistanat et redonner dignité et autonomie aux personnes aidées. Cette « présence et incarnation » et cette volonté de « mettre tout le christianisme dans toute la vie » sont plus que jamais les affirmations fondamentales du catholicisme social.

### Réflexion officialisée par l’Église: les Semaines sociales,Quadragesimo anno

#### Les Semaines Sociales de France, fondées en 1904

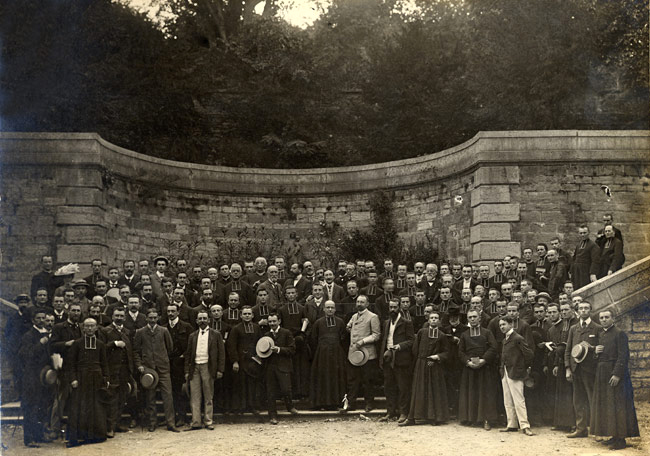
Semaines sociales à Lyon en 1904.

Pour ces catholiques sociaux, longtemps dénoncés comme répandant un socialisme condamné, « le besoin de se rassembler et de donner à leur action de solides assises doctrinales apparaît rapidement. Deux hommes de l’Union d’études des catholiques sociaux née à Lyon en 1901, le Lyonnais Marius Gonin et le Lillois Adéodat Boissard ont simultanément l’idée de réunir chaque été pendant une semaine les militants du catholicisme social pour écouter et débattre du résultat des expériences ou des études faites par les uns et les autres sur certains sujets d’actualité. Ils s'inspirent des cours pratiques sociaux inaugurés en 1892 par les catholiques allemands.
C’est la naissance en 1904 des Semaines sociales de France. Par cette institution, les catholiques sociaux se dotent d'un « organisme permanent d’enseignement social supérieur » donné dans un esprit chrétien, à la lumière de l’Évangile et avec l’approbation de l’Église en vue de l'éducation d'une élite militante. Le but est « de faire connaître la pensée sociale de l'Église, de l'appliquer et de l'adapter aux problèmes de notre temps, et pour améliorer la condition ouvrière, dénoncée comme inhumaine par le pape Léon XIII dans son encyclique Rerum Novarum (1891) ». Il ne s'agit pas de dégager les options d’un mouvement mais de fournir un enseignement de caractère scientifique, universitaire aux militants afin qu’ils aient les bases intellectuelles nécessaires à leur action.

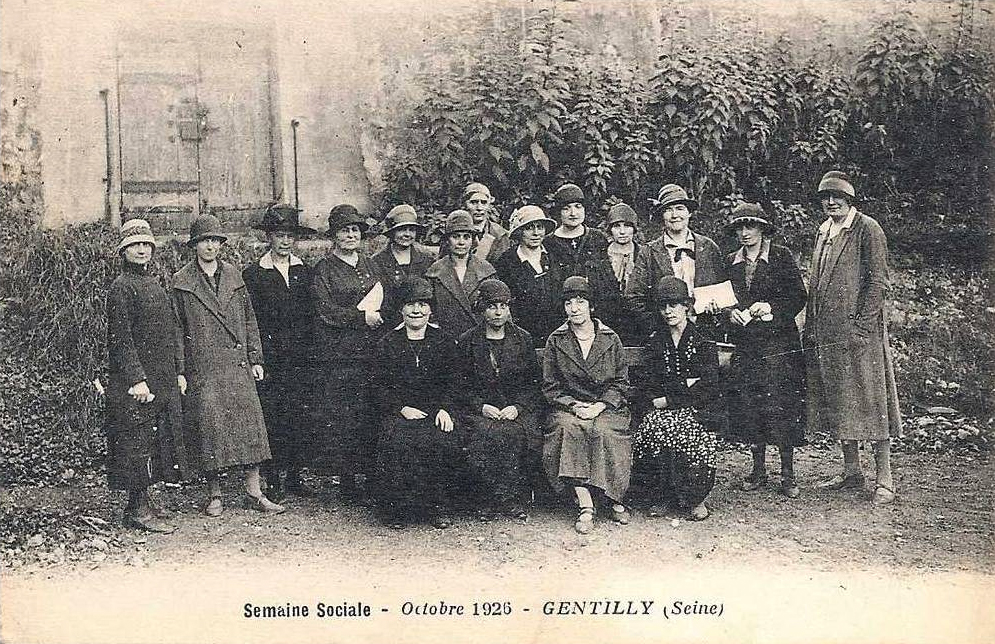
Auditeurs des Semaines sociales de France à Gentilly en 1926.

Chaque année leur réunion, véritable « université d'été » ouverte et itinérante, choisit un thème et l'aborde à la lumière des principes chrétiens : durant une semaine des cours et des conférences sont donnés par des spécialistes des questions économiques et sociales, des carrefours et des discussions permettent les échanges. La première session à Lyon en 1904 attire 450 personnes alors que le chiffre de 200 était prévu et l'institution se développe sous les présidences d'Henri Lorin jusqu'à sa mort en 1914, puis d'Eugène Duthoit entre les deux guerres. Les thèmes traités sont non seulement des problèmes sociaux mais aussi des sujets liés aux grandes inquiétudes de l'époque, notamment la paix et la démocratie.
Pratiquement tous les grands mouvements du catholicisme social y apportent leur concours et la recherche doctrinale qui s’en dégage au cours des années se trouve confirmée, comme celle de l’Union de Fribourg, par l’encyclique papale de 1931.

#### Quadragesimo anno, 1931

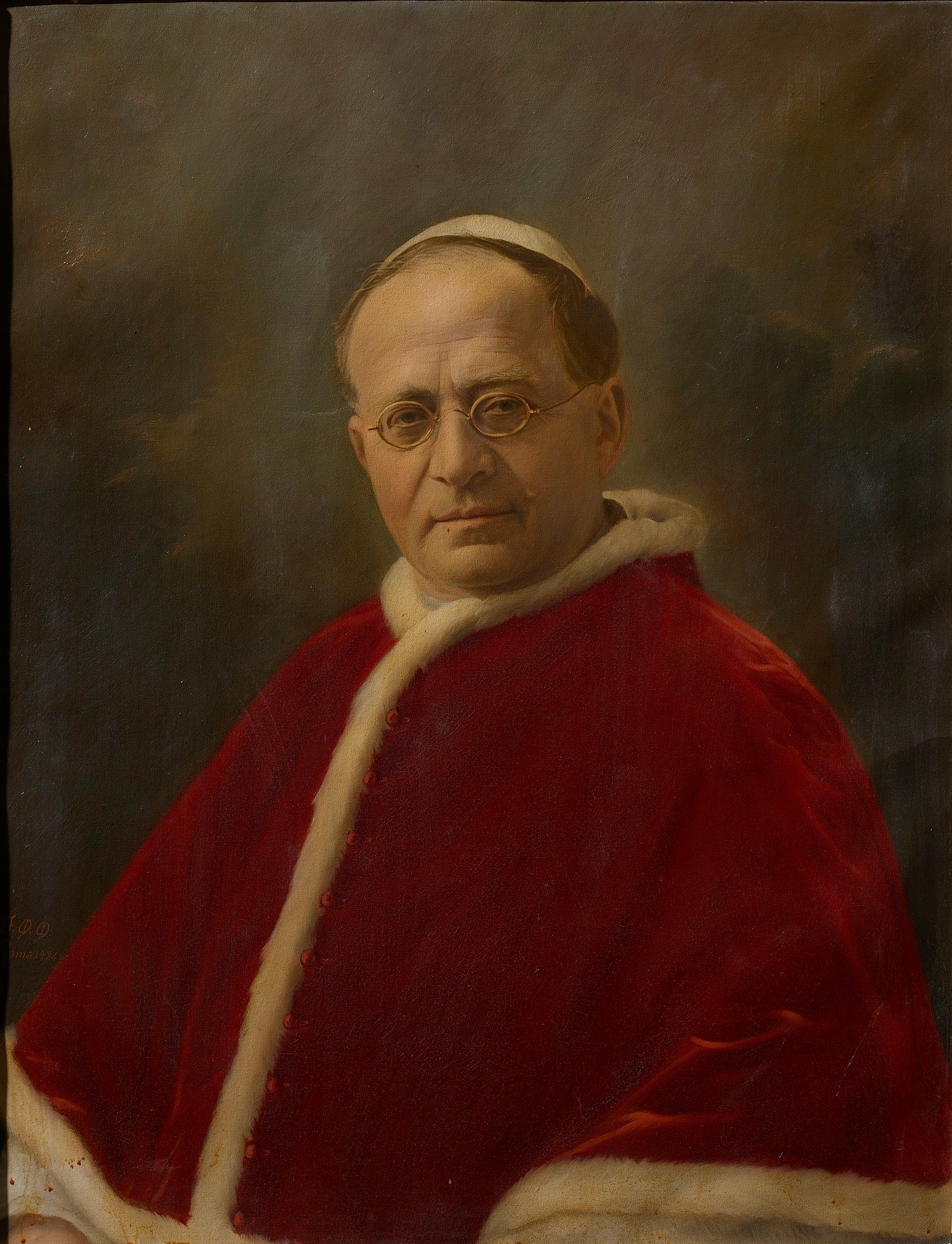
Le pape Pie XI publie Quadragesimo anno en 1931.

En pleine crise économique mondiale, la pape Pie XI reprend et approfondit les réflexions de Léon XIII sur la question sociale. Dans Quadragesimo anno, le socialisme et le libéralisme sont rejetés en raison de leur matérialisme, mais une distinction est faite entre le communisme et le socialisme, notamment le socialisme réformateur. Si le capitalisme n’est pas mauvais en soi, le libéralisme est l’objet d’une critique extrêmement sévère. Aussi Pie XI appelle les chrétiens à une transformation des institutions au nom de la justice : charité et justice sont nécessaires.
Pie XI s’appuie pour la partie théorique du texte sur les travaux d’Oswald Nell-Breuning (1890-1991), théologien et sociologue jésuite allemand proche des milieux syndicaux de tendance libérale : « une société sociale » doit reposer sur les trois principes de personnalité, solidarité, subsidiarité. L'encyclique s’inspire également de ce que dit Nell-Breuning sur les relations travail - capital, sur l’importance des syndicats, sur la question de la cogestion et elle reprend son argumentation par rapport au marxisme. Tout en prolongeant Rerum Novarum, Pie XI innove sur ces questions.
Pour la partie suivante qui concerne l'analyse des situations, il a consulté parmi les experts le P. Desbuquois de l'Action populaire (France). Les trois chapitres de cette partie sur les transformations du monde industriel et du système capitaliste, les évolutions du socialisme et l’état des mœurs, mêlent analyse et jugement éthique, et débouchent explicitement sur des options, tout en indiquant des remèdes : non à la dictature économique des monopoles, des cartels ou de l’État ; oui à la restauration d’une saine et libre concurrence sous la vigilance des pouvoirs publics ; non au socialisme, contradictoire avec le christianisme, oui à l’action sociale ; non à la « ruine des âmes » découlant de la déchristianisation de la vie sociale, oui à la rationalisation chrétienne de cette vie, appuyée sur la charité. La finale insiste sur le rôle de l’action catholique.

### À l'heure des choix

#### Un rôle devenu moteur
Pendant ces trois décennies, le catholicisme social de France a joué un rôle non négligeable dans la vie politique et sociale du pays comme dans la vie de l'Église. Il a fait preuve d'une créativité exceptionnelle, multipliant les initiatives, affirmant sa présence dans tous les cercles de la société, se dotant d'outils de formation et de réflexion. Il est le fait non seulement de quelques personnalités, de nombreux mouvements, groupes et institutions, mais aussi de militants travaillant souvent dans l’ombre. Il a été un acteur important des avancées et des réformes sociales malgré la permanence de son pluralisme politique et une tradition majoritairement réactionnaire. C'est une période où les catholiques prennent enfin leur place dans la démocratie française.
De plus, des publications abondantes et variées (l’Action populaire, La Chronique sociale, Témoignage chrétien, les Études, Le Sillon, La Croix, Temps présent, etc.) ont donné une large audience à ses idées et à ses réalisations. Le mouvement a donc contribué à ce que la doctrine sociale de l’Église aille plus avant dans sa prise en compte des données économiques et sociales et dans son incitation à œuvrer pour plus de justice. Enfin, il a donné, en particulier au travers de l’Action catholique spécialisée, un « nouveau printemps » à l’Église de France, et a posé la question de « l'existence d'un laïcat catholique comme acteur à part entière de la vie de l'Église, traditionnellement bâtie et hiérarchisée autour du sacerdoce ».

#### Adhésion ou opposition à la Révolution nationale?
Les catholiques français affrontent l'épreuve de la défaite de juin 1940 et l'avènement du régime de Vichy en position de dynamisme retrouvé. Le programme de Révolution nationale du régime de Vichy contient des aspects de nature à les séduire : respect de la religion, retour des valeurs traditionnelles de la famille et de la patrie, dénonciation du parlementarisme et de la politique de la IIIe République. « La hiérarchie catholique ne cesse de répéter son soutien au maréchal Pétain et d'appeler à l'unité nationale derrière lui » et beaucoup de militants du mouvement du catholicisme social ont cru « à la possibilité d'une rencontre sur le terrain social entre leur utopie missionnaire et la Révolution nationale, en dépit du tour totalitaire que prenait le régime ». « Ils sont nombreux dans les administrations où leur compétence s'avère utile : jeunesse, famille, agriculture » et certains, « présents au Conseil national, font passer dans la législation et la règlementation les idées du catholicisme social et du mouvement familial ».
Aussi ceux qui s'engagent dans la Résistance doivent « franchir deux obstacles intellectuels spécifiques : passer outre la tradition d'obéissance à la hiérarchie » et « comprendre que la Révolution nationale qui parle comme beaucoup d'entre eux de communauté et de corporation n'est pas la troisième voie dont ils ont rêvé avant guerre ». Parmi ceux qui rejoignent rapidement Londres on peut citer Edmond Michelet et Maurice Schumann. Les anciens de la Jeune République ou du Parti démocrate populaire, des militants de la CFTC comme Gaston Tessier ou Jules Catoire, un certain nombre de revues quand elles ne sont pas frappées par des mesures d'interdiction, l'ACJF et la JEC qui refusent officiellement en mars 1943 à leur Conseil fédéral d'Avignon le STO et dont des membres rejoignent les maquis, sont les premiers à donner l'exemple.
L'occupation du pays et la crise politique autour de Vichy sont l'occasion de la « rentrée des catholiques en politique » et obligent les catholiques sociaux à un choix politique. Or, du côté de la hiérarchie, il y a confirmation et renforcement de l'option missionnaire prise dès les années trente et condamnation de l'option politique que constitue la Résistance. C'est l'engagement surtout social et missionnaire et la primauté du spirituel qui est privilégié. La création en 1941 par le cardinal Suhard de la Mission de France, l'audience que recueille le livre France, pays de mission ? de l'abbé Henri Godin publié en 1943 et cette même année la mise en place par le cardinal Suhard de la « Mission de Paris » en témoignent. La situation est donc potentiellement conflictuelle.

## Après 1945, déceptions, tensions et interrogations
L'objectif initial et permanent du catholicisme social est de « refaire une société chrétienne ». Malgré le bilan positif de la période précédente, le but pas réalisé selon Denis Pelletier qui évoque l'« utopie d'une reconquête de la société par l'engagement social et missionnaire » et souligne une contradiction entre « une affirmation d'étrangeté au monde moderne, matérialiste et athée » et « la participation sur le terrain à la transformation de la société ».
La contribution des catholiques sociaux à la vie de l'église et la vie de la cité se poursuit et s'intensifie après la guerre. Leurs « organes font presque figure dans l'Église d'institutions officielles » et surtout ils sont nombreux et aux premiers rangs parmi les « reconstructeurs » du pays. Ce double succès ne s'accompagne cependant pas d'une rechristianisation du pays et il n'est pas sans ambiguïtés. Des signes de difficultés apparaissent de plus en plus : la présence des catholiques non seulement sur le terrain social mais aussi sur celui du politique, la question de la dé-confessionnalisation de leurs créations, le débat sur l'autonomie de leur action ou sa dépendance par rapport à la hiérarchie, le renouvellement et l'élargissement des thèmes de réflexion, autant de sujets qui marquent cette période et qui s'accompagne de tensions, de conflits et de crises. Selon la formule de Denis Pelletier, le dispositif « vacille entre la guerre et la fin des années cinquante et concile Vatican II ». Depuis, à l'heure d'une sécularisation affirmée et acceptée, entre repli ou renouveau, entre disparition ou dilution, l'état des lieux du catholicisme social est à établir.

### Rôle renouvelé, contexte positif dans les années cinquante et soixante

#### Influence et rayonnement des Semaines sociales
Depuis sa création en 1904, l'institution des Semaines sociales « a dominé l'histoire du catholicisme social » en promouvant, grâce à ses sessions annuelles, « la réflexion sur la société à la lumière de l'Évangile, des enseignements pontificaux, mais aussi des recherches scientifiques et des expériences pratiques ». Lieu par excellence d’élaboration de la pensée du catholicisme social français, au cours des décennies cinquante et soixante, « elle s'est insérée dans l’Église, sur laquelle elle exerce une influence remarquable, tout comme dans le dialogue entre cette dernière et la République ».
Avant la guerre, les thèmes retenus pour ses sessions annuelles avaient déjà su s'élargir au-delà de la « question sociale », tenant compte des grandes inquiétudes de l'époque : la crise économique mondiale (« Désordre de l'économie internationale » en 1932), les conflits de civilisation et les périls, notamment pour la paix et la démocratie, provoqués par les régimes totalitaires. Au lendemain de 1945, sous la présidence d'un ancien résistant, Charles Flory (jusqu'en 1960) puis d'Alain Barrère, professeur d'économie (jusqu'en 1985), les Semaines Sociales abordent tous les grands sujets de société. Se situant autant dans la « communauté nationale » que « face aux grands courants contemporains », totalitarisme, libéralisme et marxisme, elles attirent l'attention sur toutes les grandes questions d'actualité.
Les sujets nationaux particulièrement à l'ordre du jour, sont régulièrement choisis : la « Modernisation des campagnes » (Nantes, 1950) ; les valeurs familiales (Bordeaux, 1957) ; et, en 1954, la « Crise du pouvoir et la crise du civisme ». Le contexte mondial est néanmoins de plus en plus présent : en 1948, l'attention des participants est retenue sur la confrontation entre les « Peuples d'outre-mer et la civilisation occidentale » ; en 1953 à Pau, les conflits en Extrême-Orient sont à l'origine du thème « Guerre et Paix ». Avec la question de la répartition de la richesse et des inégalités de développement en 1952 et celle de « La montée des peuples dans la communauté humaine » en 1959, les dimensions internationales de la question sociale sont soulignées et étudiées. Les cris d'alarme de Josué de Castro et Tibor Mende et les travaux, entre autres, de François Perroux et Alfred Sauvy servent pour ces deux sessions.
Par rapport à la période d'entre les deux guerres, l'optique économique est plus prononcée : rapport entre « réalisme économique » et « progrès social » (Lille, 1949), et entre « croissance » et « répartition du revenu national » (Dijon, 1952) mais aussi les problèmes de « l’Émergence du Tiers Monde » (Angers, 1959) et « Le développement, la justice et la paix » (Nantes, 1967). L'accentuation de cette orientation est à mettre en relation avec « l'arrivée aux Semaines sociales de personnalités aussi éminentes, dans les champs de la recherche ou de la pratique économique, que François Perroux, Alain Barrère, puis Jean Boissonnat ou Michel Camdessus ». Cette observation est d’autant plus importante que bien souvent on a reproché aux catholiques sociaux de privilégier précisément le social au détriment de l’économique. D'autre part, toutes les mutations de civilisation apparaissent : phénomènes de socialisation, nouveaux pouvoirs que donnent à l'homme les techniques biologiques (Montpellier, 1951) ou révolution culturelle apportée par les médias (Nancy, 1955 et Nice, 1966).
L'intérêt et la pertinence des thèmes choisis, la valeur scientifique des travaux effectués, se traduisent, aux sessions annuelles, par une audience croissante : elle culmine en 1964 à Lyon avec 5 400 participants, dont certains qui ne partagent pas la même foi mais cherchent à résoudre les mêmes problèmes. La présence d'évêques atteste de la confiance de la hiérarchie. Des réorganisations périodiques (le secrétariat général deviendra en 1965 le Centre d'études et d'action sociales), la création d'organismes comme le Centre de recherches et d'études sociales(CRES) donnent une efficacité plus grande à l'institution. Soixante ans après leur création, par leur rôle pionnier « d’ouverture de voies nouvelles, d’avertissement aussi face à des problèmes qui se dessinaient à l’horizon », les Semaines sociales ont un rayonnement reconnu, elles ont même essaimé au-delà des frontières, le modèle repris en Italie dès 1905, existe alors dans bien d’autres pays : Belgique, Suisse, Espagne, Amériques du Nord et du Sud.

#### Succès apparent d'engagement politique d'inspiration chrétienne: le MRP
Fondé en novembre 1944, par un groupe de personnalités se réclamant souvent du catholicisme social, issues du PDP et de la Jeune République avec Marc Sangnier et Maurice Schumann, de l'ACJF et des mouvements d'Action catholique avec Charles Flory, du Mouvement populaire des familles et de la CFTC avec Gaston Tessier, le Mouvement républicain populaire (MRP) marque la réintégration du catholicisme français dans la République. Il se défend d'être un parti confessionnel mais presque tous ses dirigeants sont connus comme catholiques et la masse des catholiques vote pour lui.
Son succès électoral lui permet d'assumer un temps certaines responsabilités ministérielles et de détenir la présidence du conseil (deux fois avec Georges Bidault et une fois avec Robert Schuman). Son action est particulièrement importante entre 1945 et 1951 dans le secteur familial et social (institution des Allocations familiales, développement des services de Protection maternelle et infantile, quotient familial, mise en place de la Sécurité sociale, etc.) grâce à Robert Prigent (fondateur de la Ligue ouvrière chrétienne transformée depuis 1942 en Mouvement populaire des familles) et Jules Catoire, militants syndicalistes. Il joue un rôle de poids également pour la politique étrangère avec G. Bidault et surtout R. Schuman : celui-ci renverse la politique à l'égard de l'Allemagne pour aboutir à la réconciliation dont l'instrument est la Communauté européenne du charbon et de l'acier (CECA). « Père de l'Europe, il engage ainsi le processus de construction européenne, avec Jean Monnet mais aussi Adenauer et Gasperi, tous démocrates chrétiens ».
Cependant, au cours des années 1950, l'image du MRP se dégrade : il est « miné par une opposition interne entre une minorité de gauche, issue souvent du catholicisme social, favorable à l'intervention de l'État pour accélérer la mutation des rapports au sein de l'entreprise, et une majorité libérale que la guerre froide renforce ». Il perd progressivement des voix : de premier parti de France avec presque plus de 28 % des voix à l'assemblée constituante de juin 1946, il n'atteint plus que 12,6 % aux élections de juin 1951 et passe sous le chiffre de 9 % aux législatives de novembre 1962. De plus la querelle scolaire fait renaître des tensions autour des subventions à l'enseignement catholique ; l'enlisement de sa politique coloniale et sa participation à la chute de Mendès-France lui sont reprochés.
Le mouvement républicain populaire lui-même disparaît en 1967 et les démocrates d'inspiration chrétienne ne se regroupent qu'en 1976 avec la création du Centre des démocrates sociaux. Il y a d'autre part « apparition d'une gauche catholique plus avancée que la démocratie chrétienne » et d'un courant dit « progressiste » qui n'hésite pas à s'engager aux côtés du parti communiste, issus d'une fraction restreinte qui s'est détachée du MRP, déçue par la timidité de sa politique sociale et par sa gestion des problèmes coloniaux.

#### Nouvelle ACJF, mouvements spécialisés d'action catholique attractifs et efficaces
Après avoir été un court moment tentée par le programme de Révolution nationale du régime de Vichy, l'ACJF s'engage dans la reconstruction démocratique du pays. Dès 1943, elle infléchit son orientation, mettant l'accent sur « l'engagement dans le temporel », ce qu'elle appelle « l'action institutionnelle ». En 1945, son président, Alain Barrière, déclare : « notre rôle n'est pas d'appeler à la conversion tel ou tel individu, mais d'infuser, du dynamisme de notre charité, l'ensemble des milieux de vie ». L'intégration de la classe ouvrière reste pour elle la question centrale, exigeant l'abandon de tout paternalisme, la promotion d'une élite ouvrière et l'ouverture pour elle de responsabilités dans les institutions politiques. Un glissement s'opère donc de « l'agir en tant que chrétien » dans le cadre d'un mouvement qui s'affirme comme tel à « l'agir en chrétien » (en politique par exemple) selon la célèbre distinction de Jacques Maritain.
La période de Vichy avait distendu les liens entre l'Association et les mouvements. Pour être vraiment la fédération coordinatrice des cinq mouvements spécialisés qui la composent, l'ACJF entreprend une rénovation à partir de 1949 et tente de dépasser ses contradictions internes. Elle veut être le lieu où les différents « milieux » prennent conscience de leur interdépendance, où ils travaillent ensemble et ainsi préparent « une cité de collaboration sociale plutôt que de luttes de classes ». Si les différents mouvements sont au cœur des problèmes de classe, l'Association permet de rassembler ceux de toute la société, elle devient l'instrument d'une action collective dépassant les intérêts particuliers et le creuset d'une « coélaboration » d'une pensée sociale commune. Ainsi les « idées du catholicisme social hostile à la lutte de classes et promoteur d'une société fraternelle et consensuelle » sont réalisées et, concrètement, le risque de « dérive séparatiste » de la spécialisation sans le contrepoids d'une conscience nationale est évité. Une distance est cependant prise par rapport au catholicisme social : selon l'ACJF, « les catholiques sociaux sont insuffisamment préoccupés d'efficacité », leur volonté de changer la société est trop timide et à la notion de doctrine sociale de l'Église elle préfère celle « d'exigences sociales de la doctrine chrétienne ». Une synthèse est recherchée entre les deux traditions dont l'ACJF hérite, celle orientée essentiellement vers une action spirituelle de rechristianisation de la société par les laïcs, privilégiant l'évangélisation ou apostolat selon un mandat de l'évêque et celle de l'engagement, avec une autonomie d'action et une simple collaboration avec la hiérarchie pour la transformation des milieux, afin de rendre les conditions de vie et les structures plus humaines et fraternelles. Mais la seconde conception, la primauté du temporel, semble être privilégiée. « À la conquête, se substitue le témoignage », « l'évangélisation » laisse place à « l'humanisation ».
Les mouvements acceptent la rénovation qui apparaît comme un succès au début des années 1950 : par rapport à la politique de la jeunesse, au Conseil supérieur de l'Éducation nationale et dans le domaine international avec des appels à la paix, une action commune a été concertée, l'ACJF par ses engagements montre un réel dynamisme. Chacun des mouvements de son côté fait preuve de sa vitalité et leurs militants sont au cœur de beaucoup d'initiatives. Des Jécistes entrent en 1956 au bureau national du syndicat étudiant l'U.N.E.F. jusque-là tenu par une majorité conservatrice. La Jac joue un rôle décisif dans la transformation et la modernisation du monde rural et devient un mouvement de masse fournissant les cadres du C.N.J.A. La JOC ancre de plus en plus son action dans le monde ouvrier mais le mouvement, par sa méfiance vis-à-vis des « intellectuels », par l'influence de ses aumôniers faisant prévaloir la mission d'évangélisation, surtout par sa solidarité de classe, s'isole au sein de l'ACJF, signe annonciateur d'une crise interne de l'A.C.J.F.. mais aussi de l'ensemble des mouvements d'action catholique. Cet échec de la réorganisation et de la redéfinition des objectifs de ce qui était l'un des fers de lance du catholicisme social aboutit à une grave déception.

#### Œuvres caritatives et sociales anciennes et nouvelles
Une nouvelle génération d’œuvres caritatives et sociales naît après la guerre, elles s'ajoutent aux anciennes ou les remplacent, confirmant que le catholicisme social a définitivement dépassé le stade de la charité privée.
Certaines œuvres, mises en place depuis longtemps, montrent une vitalité retrouvée dans cette période d'après guerre. Les Équipes Saint-Vincent, les Conférences de Saint-Vincent-de-Paul se tournant vers les formes nouvelles de pauvreté, l'Ordre de Malte auprès des sinistrés et malades, les Orphelins apprentis d'Auteuil dans leur œuvre d'accueil et d'éducation, le Nid qui combat pour la dignité de la femme et la disparition de la prostitution en sont des exemples. La dimension internationale, que certaines acquièrent, atteste de leur efficacité et de leur adéquation mais aussi du rôle d'exemple que la France a en matière de catholicisme social.
La liste des initiatives nées alors est longue, parmi elles, on peut citer l'Œuvre de Raoul Follereau pour les malades atteints de la lèpre, la fondation par Armand Marquiset des Petits frères des pauvres pour les personnes abandonnées par leur famille, notamment les vieillards et plus tard de « Frères des Hommes ».
Tranchant « par leur ampleur et les fortes personnalités de leurs fondateurs respectifs, le Secours catholique de Monseigneur Rodhain et les Compagnons d’Emmaüs de l'Abbé Pierre ». Le Secours catholique est créé en 1946, il intervient non seulement auprès des familles démunies du pays mais aussi en cas de grandes catastrophes et son aide d'urgence se dirige parfois au-delà des frontières comme au moment de l'insurrection de Budapest en 1956. L'abbé Pierre devenu député M.R.P de Meurthe et Moselle de 1945 à 1951, lance son cri d'alarme à l'occasion du très dur hiver de 1954. C'est le point de départ des Compagnons d’Emmaüs, œuvre spécialisée dans l'aide au logement et l'accession des mal-logés à la propriété.
En 1937, l'abbé André-Marie Talvas, fait la connaissance de Germaine Campion, prostituée et alcoolique. L'abbé parvient, à force d'écoute et de patience, à la sauver de la prostitution d'abord et de l'alcool ensuite. De ce sauvetage naîtra la volonté commune de lutter contre les deux fléaux dont Germaine fut victime. Leur première initiative commune sera de créer en 1937 le groupe l'Entraide pour venir en aide aux alcooliques. Germaine Campion va transformer son appartement en lieu d'accueil pour les femmes en difficultés. Proche de l'Action catholique ouvrière, le Père Talvas va mobiliser des militants du catholicisme social pour organiser plus de lieux d'accueil. En 1946, le Nid est fondé, en référence à l'ambiance chaleureuse d'un des premiers lieux d'accueil. Il deviendra rapidement l'amicale du Nid. Le Nid est engagé dès sa fondation dans le soutien à la loi de fermeture des maisons closes par la loi dite « Marthe Richard ». Le Mouvement Vie Libre naît en 1953 de la fusion de l'Entraide fondée en 1937 par Germaine Campion et André-Marie Talvas et de l'Amicale du 147 qui regroupait depuis 1950 les malades du Docteur Vladimir Aïtoff. En 1971, le Mouvement du Nid se sépare de l'Amicale du Nid. Le premier rassemble les bénévoles, qui se considèrent comme « militants », « pour les personnes prostituées, contre la prostitution ». La seconde rassemble l'ensemble des activités menées par des professionnels (centres d'accueil et d'hébergement).

### Des initiatives controversées ou sanctionnées, crises multiples
La vitalité du courant du catholicisme social et la multiplication de ses expériences s'accompagnent, dès l'après guerre, de tensions qui vont aller en s'accroissant au cours des années soixante alors que, paradoxalement, le concile Vatican II (1962-1965) semble consacrer « les initiatives prises au cours des années précédentes par l'aile marchante du catholicisme français ».

#### Rapports avec le communisme, prêtres-ouvriers, mouvance «progressiste»
En continuité avec la Mission de France créée en 1941 par l'assemblée des cardinaux et archevêques puis avec celle de la Mission de Paris, fondée deux ans plus tard par le cardinal Suhard, des prêtres choisissent d'exercer leur apostolat dans le monde ouvrier mais hors des paroisses traditionnelles. Ils s'installent souvent en équipe dans les quartiers urbains déchristianisés et, pour certains, vont jusqu'à devenir ouvriers, tels Jacques Loew, docker à Marseille, ou Christian du Mont, embauché chez Panhard, exemples que suivent des séminaristes de la Mission de France et certains membres de congrégations religieuses. L'expérience est particulièrement novatrice, elle s'éloigne de l'objectif traditionnel du catholicisme social mis en pratique par l'Action catholique, à savoir la reconquête et la conversion de la classe ouvrière, il s'agit de « réinventer l'Église en milieu ouvrier ».
Naturellement, cet engagement va de pair avec des adhésions mais aussi des responsabilités syndicales comme le fait le père Barreau, élu en 1951 au secrétariat CGT Métallurgie de Paris. La question de la collaboration avec les communistes est donc posée, créant de fortes tensions à l'intérieur de l'Église : Rome interdit cette collaboration dès 1949, la CFTC et l'Action catholique « s'inquiètent de la concurrence et voient dans l'expérience une forme subtile et généreuse du cléricalisme », les évêques s'alarment.
Le contexte est celui d'une poussée du communisme et de son influence prépondérante dans le milieu ouvrier : autour de l'unité d'action avec les militants communistes dont on partage les revendications mais aussi du désir de dialogue et de rapprochement intellectuel avec les marxistes, toute une gauche catholique, ouvrière et intellectuelle, diverse et plurielle, s'organise en une « mouvance progressiste ». Appuyée par André Mandouze, l'Union des chrétiens progressistes se forme en 1947 autour du journal Les chrétiens prennent position. Avec les rédacteurs de nombreuses autres publications comme Jeunesse de l'Église du père Maurice Montuclard, Masses ouvrières ou la Quinzaine, avec des prêtres-ouvriers, des militants du Mouvement populaire des familles et des théologiens dominicains, ils se retrouvent participant par exemple aux réunions du groupe « Chrétiens du XIIIe (arrondissement) ».
L'Église officielle veut stopper cette tentation du marxisme : mises en garde et condamnations se succèdent, frappant même certains qui n'allaient pas aussi loin dans leurs affirmations que le progressisme : le M.P.F se voir retirer son mandat par l'épiscopat, l'UCO est dissoute en 1951, Rome impose en 1953 la fin de l'expérience des prêtres ouvriers, des mesures disciplinaires touchent les théologiens comme Marie-Dominique Chenu ou Yves Congar en 1954, Jeunesse de l’Église est condamnée par l'Assemblée des cardinaux et archevêques qui donne un avertissement à la Quinzaine. Celle-ci disparaît après sa condamnation de 1955 par le Saint-Office et même Esprit est menacé de sanctions par Rome en 1959.
Le nombre de prêtres-ouvriers et de catholiques de la mouvance progressiste reste très limité mais la succession de mesures de rigueur engendre un vaste sentiment de malaise et de découragement. Pour beaucoup d'entre eux, il n'est « jamais question d'adhérer à la métaphysique du marxisme », ils pensent seulement « avoir le droit en vertu de la liberté d'option du chrétien en matière temporelle, de juxtaposer leur foi religieuse et un engagement politique aux côtés du parti communiste ». Cette crise « signe l'échec du modèle d'engagement missionnaire dans ses implications politiques ».

#### Référence chrétienne abandonnée par la LOC et par la majorité de la CFTC
L'engagement au cœur du monde ouvrier et la collaboration avec des non-chrétiens - renforcée par le compagnonnage pendant la Résistance - aboutit pour certains à remettre en cause la mention religieuse dans le nom de leur mouvement. C'est le cas, dès 1941, de la Ligue ouvrière chrétienne, ancêtre de l'Action catholique ouvrière, et plus tard, des militants du groupe Reconstruction de la CFTC qui conduit, en 1964, à la rupture entre CFDT et CFTC « maintenue ».
La Ligue ouvrière chrétienne (LOC), issue de la fusion en 1935 des groupes d'Aînés de la JOC et de la Ligue ouvrière chrétienne féminine, choisit, en août 1941, de changer de nom, devenant, pour mieux « pénétrer la masse ouvrière », le Mouvement populaire des familles. Il s’agit de marquer une ouverture, de ne pas « effrayer » par la référence chrétienne. L’objectif est toujours celui « d’un grand Mouvement populaire des familles qui amènera la classe ouvrière tout entière au christianisme », qui cherche à « humaniser pour christianiser ». Cet abandon de l’étiquette chrétienne ne se fait pas sans réticences car il semble renier l’héritage jociste de présence chrétienne dans la classe ouvrière, il est cependant la première étape de la déconfessionnalisation du mouvement. Elle se poursuit en 1946 par la sortie des aumôniers des équipes dirigeantes ce qui amène l'épiscopat à ne plus le « mandater » mais à le « missionner ». Le lien d’Église est encore maintenu mais distendu car l’autonomie du mouvement dans la définition de ses orientations « temporelles » est respecté. Bien que le MPF maintienne sa mise à distance officielle par rapport au politique, dès la fin de 1949, le processus de déconfessionnalisation s’accentue, le MPF n’est plus un mouvement catholique et la hiérarchie donne en 1950 mandat à une nouvelle création, l’ACO. Le MPF perdure en changeant à nouveau de nom, il devient Mouvement de libération du peuple (1950) et participera en 1957 à la création de l'Union de la Gauche Socialiste et certains de ses membres à celle du PSU en 1960 ; mais, dès 1951, les militants voulant s'investir dans les activités davantage sociales que politiques s'en sont détachés et se sont regroupés dans le Mouvement de Libération ouvrière,.
Le même problème touche la CFTC, la déconfessionnalisation est sujet de débat pendant plusieurs années, défendu d'abord par certains intellectuels de sa branche du SGEN autour de Paul Vignaux et du groupe Reconstruction. Cette minorité « remet en cause la dépendance existant entre le syndicalisme chrétien et le catholicisme social, l'un et l'autre considérés comme extérieurs à la tradition ouvrière française ». Le processus se fait progressivement : en 1947, dans le premier article des statuts, « les principes de la morale chrétienne » remplacent « la doctrine sociale de l'Église » et en 1954, les sessions de formation syndicale ne comportent plus de cours sur cette dernière. Quand, après la mort de Gaston Tessier, Eugène Descamps devient en 1961 secrétaire général, les partisans de la suppression du « C » deviennent majoritaires. Malgré une opposition déterminée, un Congrès extraordinaire, en septembre 1964, décide à 70 % des voix le changement. Les minoritaires gardent l'ancien sigle, la CFTC « maintenue » reste parmi les centrales du syndicalisme français.
La déconfessionnalisation montre l'existence d'un courant qui considère la sécularisation comme un phénomène irréversible qu'on ne doit pas freiner et dont est issue une frange militante qui bascule progressivement à gauche : certains anciens du MPF, de la CFDT mais aussi d'organisations comme Objectif 72 ou La Vie nouvelle, participent à la fondation du PSU en 1960 puis se rapprochent du parti socialiste rénové après le Congrès d'Épinay (par exemple Jacques Delors) et jouent un rôle non négligeable dans l'accession en 1981 du PS au pouvoir.

#### Crises: disparition de l'ACJF, déclin des mouvements d'Action catholique
L'accent mis sur les engagements temporels, le « tropisme de gauche » qui est apparu, les ambiguïtés de la notion de mandat (les militants veulent une liberté d'options dans leur action et l’Église veut se dégager de toute compromission), la cohabitation difficile entre la JOC et l'ACJF sont les éléments des crises qui affectent tout le « militantisme catholique », remettent en cause « la nature de l'action catholique, du rôle des laïcs dans l’Église et de leur présence dans la société en tant que chrétiens ».
La disparition de l'ACJF en 1956 en est le premier évènement révélateur. La rénovation engagée en 1949 a échoué : d'une part, elle ne réussit pas la synthèse désirée entre les deux conceptions existantes, celle qui donne la primauté à l'action religieuse d'évangélisation et qui implique la tutelle de l’Église et celle qui privilégie l'action temporelle et demande une liberté de choix. D'autre part, l'équilibre recherché entre l'autonomie des mouvements spécialisés et le rôle fédérateur de leur association, ne se réalise pas.
Après 1956, tous les mouvements de jeunesse d'action catholique continuent d'exister de façon autonome, avec des choix divers, selon un parcours ponctué de conflits, s'accompagnant d'une baisse des effectifs :
- En 1957, les Secrétariats nationaux de la JEC et de la JECF démissionnent pour dénoncer la torture en Algérie ; ils le font à nouveau en 1965, contraints par Pierre Veuillot, coadjuteur de l'archevêque de Paris, qui considère que leur engagement politique est un détournement du mandat. Cela provoque des démissions en chaîne et « à la veille de 1968, l'épiscopat a rompu les ponts avec la part la plus dynamique et la plus engagée des élites étudiantes »[P 16].
- Le Mouvement rural de jeunesse chrétienne qui a succédé en 1962 à la JAC, se politise après 1968, s'ouvrant par l'intermédiaire du MIJARC (mouvement international) aux expériences brésiliennes des communautés de base et de la théologie de la libération. Le bureau national démissionne en 1972, le mouvement se divise alors en deux courants, l’un majoritaire défendant un engagement dans les organisations syndicales existantes et au sein de l’Union avec la gauche, l’autre, minoritaire, prônant une stratégie de rupture « les rapprochant du gauchisme chrétien ».
- La JOC comme son correspondant adulte l'ACO affirment de plus en plus leur identité ouvrière ; les engagements temporels de leurs membres montrent une politisation accrue et un tropisme de gauche accentué.

L’édifice construit depuis les années trente est globalement en crise dans les années soixante-dix. L’Assemblée épiscopale de Lourdes en 1975 en tire les conséquences : elle abandonne la notion de mandat, laisse à chaque organisation une entière autonomie, et « dégage toute responsabilité quant aux options politiques ou sociales qu'elles peuvent prendre ».
Denis Pelletier met en évidence le lien avec les mutations et les soubresauts de la société française elle-même. Mobilité sociale, montée des classes moyennes, division de l'opinion sur la guerre d'Algérie et les problèmes coloniaux, « crise d'autorité » et « mouvement contestataire » qui précèdent 1968, etc., forment une toile de fond inséparable de ces crises. Elles leur apparaissent donc comme le reflet de « la transformation plus profonde d’une société qui se détache du christianisme et se réorganise autour d’autres valeurs », épisode ultime du processus de sécularisation à l’œuvre depuis le XVIIIe siècle.

#### Du service des pauvres au Tiers-Mondisme
Pour Yves-Marie Hilaire, un glissement s'opère « du service des pauvres au Tiers-Mondisme ». La prospérité et la consommation pendant les Trente Glorieuses ne profitent pas à tous, les laissés pour compte et les oubliés de la croissance économique attirent l'attention des catholiques sociaux. Les Semaines sociales de Dijon en 1970 traitent « Les pauvres dans les sociétés riches » mais bien avant, le père Joseph Wresinski avec son mouvement Aide à toute détresse-Quart monde fondé en 1957 montre l'existence d'exclus. Autre exemple de cette prise en compte des plus faibles, l'initiative de Jean Vanier et la mise en place de communautés d'accueil et de vie fraternelle avec les handicapés au sein de l’œuvre de L'Arche.
La décolonisation fait découvrir l'ampleur de la misère dans le Tiers Monde. Le Père Lebret, fondateur de la revue Économie et Humanisme, Joseph Folliet de la Chronique sociale de Lyon, la revue franciscaine Frères du monde, jouent un rôle de pionniers, bientôt suivis par de multiples publications comme Croissance des jeunes nations ou Foi et développement : « l'aide au développement prend le pas sur l'aide traditionnelle aux missions ». Les conférences de Helder Câmara, l'archevêque de Recife, l'un des initiateurs, lors du concile de Vatican II, de « l'option préférentielle pour les pauvres », vient spécialement en France en 1970 et en 1983 pour dénoncer la misère du Tiers Monde, et ébranle les auditeurs. Les encycliques Mater et Magistra de Jean XXIII en 1961, puis Populorum Progressio de Paul VI en 1967, alertent les chrétiens sur la nécessité urgente du développement. Dès 1962, au lendemain du concile Vatican II, le Comité catholique contre la faim et pour le développement (CCFD-Terre Solidaire) regroupant la plupart des mouvements d'action catholique, le Secours catholique et des organisations missionnaires finance de multiples micro-réalisations et projets pour aider les peuples « à devenir les artisans de leur propre développement ».
Les théologies de la libération nées en Amérique du Sud se diffusent, elles empruntent une partie de leur outillage conceptuel aux théories néo-marxistes de la domination, une nouvelle condamnation romaine tombe en 1984 sur elles.
Héritiers du catholicisme social, de nombreux « militants », au travers de leurs mouvements et engagements, se sont immergés pleinement dans la société et dans la vie démocratique du pays et ouverts aux dimensions internationales de l'aide aux plus faibles. Mais leurs choix politiques marqués majoritairement à gauche, les crises qui touchent leurs institutions les plus dynamiques, un tiers-mondisme tenté parfois par une radicalisation, mettent ce militantisme catholique dans une crise généralisée à la fin des années soixante-dix.

### Entre disparition et transformation, immersion et interrogations
Après les crises successives de la période précédente, on constate un ralentissement qui atteint l'ensemble de la mouvance du catholicisme social dans les dernières décennies du XXe siècle et au contraire un succès croissant et une réaffirmation d’un catholicisme identitaire qui donne priorité au spirituel.
Les mouvements charismatiques font alors « irruption » et ils se développent « d’abord en réaction contre la pastorale de l’Action catholique », affirmant leur « volonté de différenciation à l’intérieur d’une Église jugée trop intellectuelle et trop politisée ». Encouragé par Jean-Paul II et son programme de « nouvelle évangélisation », peu à peu reconnu par l’épiscopat, le mouvement regroupe une dizaine de grandes communautés (l'Emmanuel, le Chemin neuf, etc.) et près de 2 000 groupes de prières ce qui représente en 1995 une centaine de milliers de sympathisants. Parallèlement il y a un renouveau du scoutisme qui rassemble, tous mouvements confondus, 220 000 adhérents en 1994 alors qu’il n’en réunissait que 70 000 en 1975. Dans cette « religion de l’émotion », l’accent est mis sur le rapport individuel avec Dieu. Le catholicisme social a une orientation inverse, il part des exigences évangéliques, être « le sel de la terre » ou le « ferment dans la pâte » et se tourne vers l’agir dans le monde avec les autres.
Au même moment, les mouvements traditionnels d’Action catholique et surtout ceux concernant la jeunesse sont atteints par une désaffection croissante. Ils sont pour la plupart désertés : la politisation jugée parfois excessive et trop univoque par les adhérents de base comme la répression qui touche ses éléments les plus engagés, conduisent à un départ ou une réorientation de l'action. La mission en monde ouvrier n’a pas disparu et garde une vitalité : il y a, en 1993, encore près de 800 prêtres issus des « prêtres-ouvriers ou de la Mission de France et la JOC et l’ACO font exception par rapport aux autres mouvements d’Action catholique pour la baisse des effectifs. La stratégie d’engagement syndical ou politique aux côtés des non-croyants n’est plus prioritaire.
Des publications, dont le catholicisme social était une des sources d’inspiration, déclinent ou disparaissent (par exemple, « Économie et Humanisme » qui cesse sa revue en 2007). Pour la plupart des autres créations, elles n’échappent pas ou à un ralentissement ou aux grands débats des années de crises.
- L’organe par excellence de réflexion du catholicisme social, les Semaines sociales de France, marque le pas durant toutes les années soixante-dix. Une renaissance progressive sous les présidences de Jean Gélamur (1985-1995) puis de Jean Boissonnat (de 1995 à 2000) a lieu sans toutefois lui faire retrouver la totalité de son rayonnement antérieur[25].
- Parmi les œuvres caritatives, le Secours catholique, l’une des plus emblématiques, se pose dès 1976 la question : « charité ou justice ? ». L’organisation répond : « Ce sera l’une et l’autre ! » continuant sa mission de faire rayonner la charité chrétienne, mais reconnaissant également la dimension politique de l'action caritative. Dans les années qui suivent son action institutionnelle « pour la transformation sociale et la justice » prend de l’ampleur, marquée par exemple par sa participation lors de la préparation de la loi de lutte contre l’exclusion qui sera votée en 1998, ou aux moments des élections présidentielles par ses campagnes « Et les pauvres, monsieur le Président ? » (1998 ou « Candidat, tu m’écoutes ? » (2002). Depuis 1996, date de son 50e anniversaire fêté au Palais omnisports de Paris-Bercy, l’objectif d’un travail « avec » et non « pour » les personnes en difficultés est de plus en plus affirmé. Les « axes » actuels choisis sont « Promouvoir la place et la parole des pauvres ; Agir pour la transformation sociale et la justice ; Vivre la mission reçue en Église »[26].
- Le CCFD-Terre Solidaire n’échappe pas au départ de certains militants vers les ONG laïques d'aide humanitaire et des campagnes de presse contre lui de 1985 à 1988 le fragilisent provoquant une chute des dons reçus et une profonde réforme interne négociée avec les évêques[P 20]. Première ONG de développement créée en France, l’association compte près de 11 000 bénévoles, elle a été reconnue d’utilité publique en 1984, a reçu en 1993 le label « Grande Cause Nationale » et a le statut de consultant auprès du Conseil économique et social des Nations unies. Elle poursuit sa mission de solidarité internationale, refusant de considérer la misère comme une fatalité et ses projets, quelle que soit leur dimension, technique, sociale ou politique, se font toujours avec les acteurs du changement social (d’après le site officiel).

Ce constat de renouveau de certaines formes d’affirmation de la foi, parallèle au repli de celles qui ont prévalu pendant longtemps fait s’interroger : le média lyonnais, Lyon capitale, choisit comme question pour un débat en 2011 : « Que reste-t-il du catholicisme social ? ». Dans cette ville considérée comme le « haut lieu du catholicisme social », les invités au débat, parmi lesquels Bernard Devert, qui a lancé « Habitat et Humanisme » en 1985 en faveur du logement et de l’insertion des personnes en difficulté ou Luc Champagne, responsable de « l’Antenne sociale » de Lyon créée en 1989 par Albert Decourtray, archevêque de Lyon, pour être « l’expression lyonnaise du catholicisme social français » et la « une voix autorisée de l’Église de Lyon sans être le porte-parole de la hiérarchie » se réfèrent toujours au catholicisme social et témoignent d’une approche qui, comme les précédents exemples du Secours catholique ou du CCFD privilégient le « avec » ceux qui agissent sur le terrain et le « avec » ceux qui sont aidés.
Ce courant de pensée, qui transcende les clivages politiques gauche/droite, est toujours présent continuant de promouvoir les valeurs chrétiennes de dignité de la personne humaine et d’exigence de justice. Sa moindre visibilité vient de ce que les formes et les lieux de ses réalisations se transforment en fonction des nouvelles urgences ou des nouveaux « fronts » (soutien aux sans-papier, accueil des étrangers et des immigrés, aide à la recherche d’emploi pour les chômeurs, actions en faveur de groupes sociaux minoritaires ou marginalisés, etc.). Il s’est immergé dans l’espace social et politique.
En 2007, les Semaines sociales de France ont consacré leur 82e édition aux enjeux écologiques et sociaux ; le titre de la session était « Vivre autrement, pour un développement durable et humain » ; Jean-Marc Jancovici, spécialiste du changement climatique et des questions énergétiques, a fait une intervention.
Les nombreuses allusions de ses premières prises de paroles et l’annonce d’une encyclique sur les pauvres par le pape François, élu en 2013, donnent une actualité toute particulière à l'engagement social des catholiques. Certains soulignent néanmoins la position traditionnelle du pape François, proche de celle de Jean-Paul II, et qui « se traduit en actes de charité, par l'assistance sociale et par des aides diverses aux plus démunis », qui « peut aller jusqu'à une critique des conditions économiques qui sont responsables de la pauvreté », mais qui reste très éloignée de ce que préconisait par exemple la théologie de la libération : une participation aux luttes et à l'auto-organisation des pauvres (ouvriers, chômeurs, paysans sans terre, indigènes…), sujets et acteurs de leur propre libération. D’autres espèrent une avancée de la doctrine sociale de l’Église qui donnerait un élan neuf au catholicisme social.
En 2015, la session des Semaines sociales de France était organisée sur le thème « Religions et cultures – ressources pour imaginer le monde », la journée du dimanche 4 octobre étant consacrée à l'encyclique Laudato si' du pape François.

## Le catholicisme social hors de France

### Canada
Suivant la Révolution industrielle du XVIIIe siècle, la première organisation syndicale au Québec, la Société amicale des charpentiers et menuisiers de Montréal, est fondé en 1818. L'activité industrielle à l’époque est précaire et concentrée dans les villes ; la population canadienne demeure fortement rurale jusqu'en 1850 (à 90% en 1851), mais l'arrivée de l'industrie manufacturière dans les villes du Québec entraîne lentement une demande pour des travailleurs salariés et mène à la création d'une classe ouvrière prolétarisée, composée principalement de Canadiens-français et d'Irlandais. Les conditions de travail difficiles et dangereuses entrainent, entre 1830 et 1870, la fondation d'une douzaine d’organismes et de clubs de protections des ouvriers à Montréal et à Québec. Plusieurs autres associations de travailleurs sont peu à peu formées et en 1921 la Confédération des travailleurs catholiques du Canada (CTCC) devient une centrale syndicale québécoise qui regroupe 220 délégués représentant 80 syndicats. À l'époque, le premier président est Pierre Beaulé de Québec.

### Industrialisation, prolétarisation et débuts du mouvement ouvrier
Le début du XXe siècle est marqué par un essor important de l'industrie manufacturière et l'intégration de la province à l’économie nord-américaine, provoqué principalement par l'arrivée de capitaux des États-Unis. Malgré la croissance de l'industrie du bois, du vêtement, du transport, du cuir, du papier, textile et métallurgique, les deux tiers des travailleurs des villes vivent en état de pauvreté, une condition qui amène les femmes et les enfants à travailler dans les usines.
Les agitations ouvrières, notamment américaines, de la fin du XIXe siècle et début du XXe siècle et l'influence marquée des syndicats internationaux provenant des États-Unis (notamment à Montréal) amènent le clergé catholique à s'intéresser à la situation ouvrière, prônant une vision syndicale de conciliation « entre catholiques ».
La Confédération des travailleurs catholiques du Canada était à ses débuts très nationalistes, confessionnels, pro corporatistes et les aumôniers y jouaient un rôle prédominant. La CTCC détient un rôle majeur à l’égard de la formation au Québec. À partir de 1945, la CTCC perd au fil du temps son caractère confessionnel. À l’origine, quatre caractéristiques faisaient de la CTCC une centrale catholique : l’usage du mot « catholique » dans son appellation, comme l'Union catholique des cultivateurs (UCC), la présence d’un aumônier, l’adhésion à la doctrine sociale de l’église et l’obligation d’être catholique pour obtenir les droits accordés à un membre actif. Malgré tout, les non-catholiques pouvaient faire partie de la CTCC, mais n’avaient ni le droit de vote ni la possibilité d’occuper un poste dans l’exécutif.

### Déconfessionnalisation
En 1960, la déconfessionnalisation amène un changement de nom qui devient nomme la Confédération des syndicats nationaux (CSN) dont le siège social actuel est situé à Montréal depuis 1980. En 2012, la confédération compte environ 300 000 membres répartis à peu près également entre hommes et femmes ainsi qu'entre le secteur privé et le secteur public dans approximativement 2 000 syndicats représentant quelque 4 400 lieux de travail. Elle est ainsi la deuxième plus grande centrale syndicale du Québec par le nombre de ses membres.